# Impresionismo de Ámsterdam

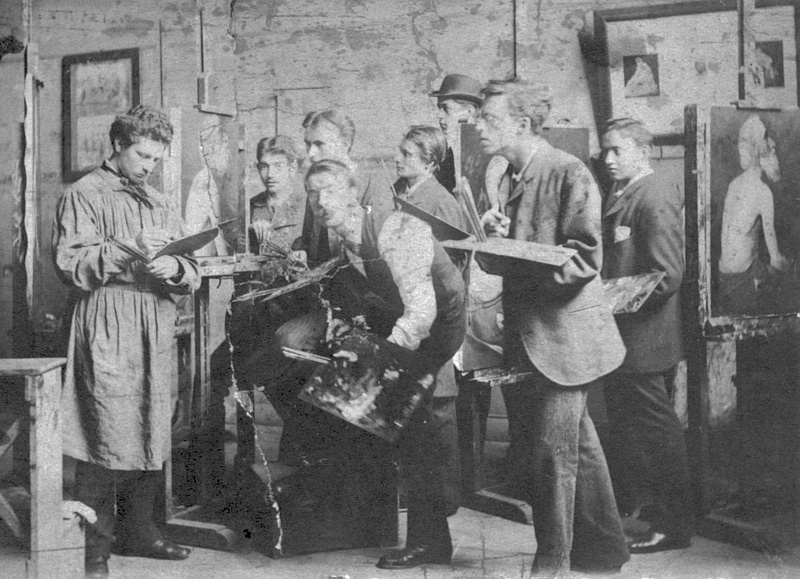
Alumnos de la Rijksacademie de Ámsterdam (1882/83).

El impresionismo de Ámsterdam fue un movimiento artístico de finales del siglo XIX en Holanda. Se asocia especialmente con el pintor George Hendrik Breitner y también se la conoce como la Escuela de Allebé.

## Orígenes y características
Las ideas innovadoras de la pintura de los impresionistas franceses fueron introducidas en los Países Bajos por los artistas de la Escuela de La Haya. Este nuevo estilo de pintura también fue adoptado en Ámsterdam por la joven generación de artistas de finales del siglo XIX. Al igual que sus colegas franceses, estos pintores de Ámsterdam plasman sus impresiones sobre el lienzo con pinceladas rápidas y visibles. En gereral se centraron en representar la vida cotidiana de la ciudad.
Breitner estudió durante cuatro años y medio en la Academyia Real de La Haya y entró en contacto con artistas de la Escuela de La Haya como Jozef Israëls, Jacob Maris y Anton Mauve, uniéndose al Pulchri Studio. Sin embargo, su estilo de pintura siempre fue demasiado libre para ser realista, un sello distintivo de la Escuela de La Haya. En 1884 se trasladó brevemente a París, entrando en contacto con el impresionismo, y a su regreso se instaló en Ámsterdam, donde destacó por sus representaciones libres y enérgicas de la vida urbana.
Otros impresionistas de Ámsterdam fueron Floris Verster, Isaac Israëls, Willem Bastiaan Tholen, Kees Heynsius, Willem de Zwart, Willem Witsen y Jan Toorop, este último asociado con el pintor belga James Ensor y miembro de Los XX de Bruselas. También se incluye en el movimiento un grupo de mujeres artistas del posimpresionismo llamado Amsterdamse Joffers, cuyos miembros incluían a Lizzy Ansingh y Suze Bisschop-Robertson.

## Artistas
Estos artistas pertenecen a la 2ª generación del impresionismo holandés. La influencia de su obra fue importante en el desarrollo posterior del arte moderno en el siglo XX.
- Pieter Florentius Nicolaas Jacobus Arntzenius (1864-1925)
- Johan Braakensiek (1858-1940)
- Nicolaas Bastert (1854-1939)
- Cornelius de Bruin (1870-1940)
- George Hendrik Breitner (1857-1923)
- Dirk van Haaren (1878-1953)
- Kees Heynsius (1890-1981)
- Richard Roland Holst (1868-1938)
- Isaac Israels (1865-1934)
- Hendrik Maarten Krabbé (1868-1931)
- Jacobus van Looy (1855-1930)
- Johan Thorn Prikker (1868-1932)
- Hobbe Smith (1862-1942)
- Willem Bastiaan Tholen (1860-1931)
- Johannes Theodorus Toorop (1858-1928)
- Floris Verster (1864-1925)
- Jan Hillebrand Wijsmüller (1855-1925)
- Willem Witsen (1860-1923)
- Willem de Zwart (1862-1931)

## Galería

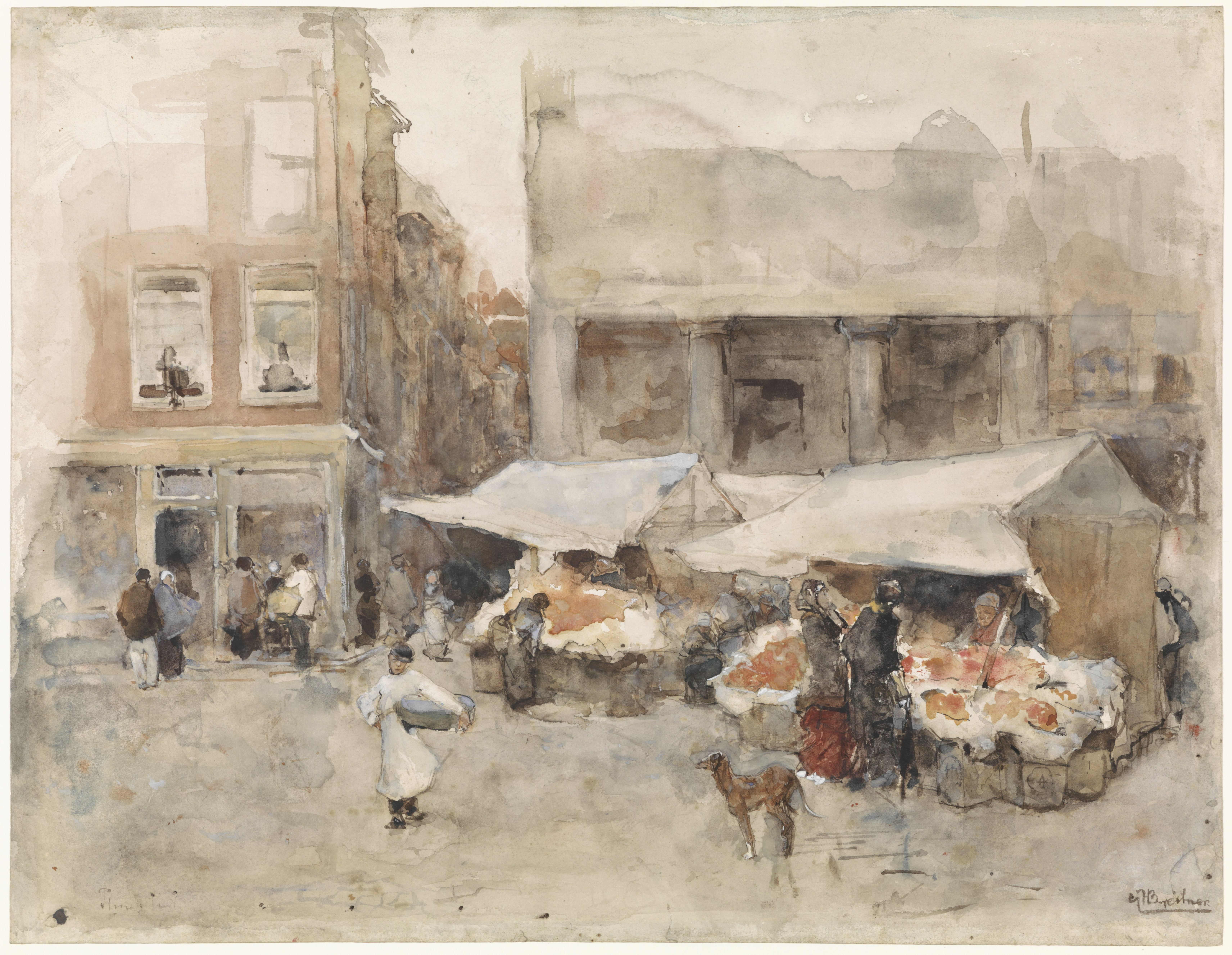
Floris Arntzenius (sin fecha): Marktet con puestos de flores, Rijksmuseum Amsterdam.
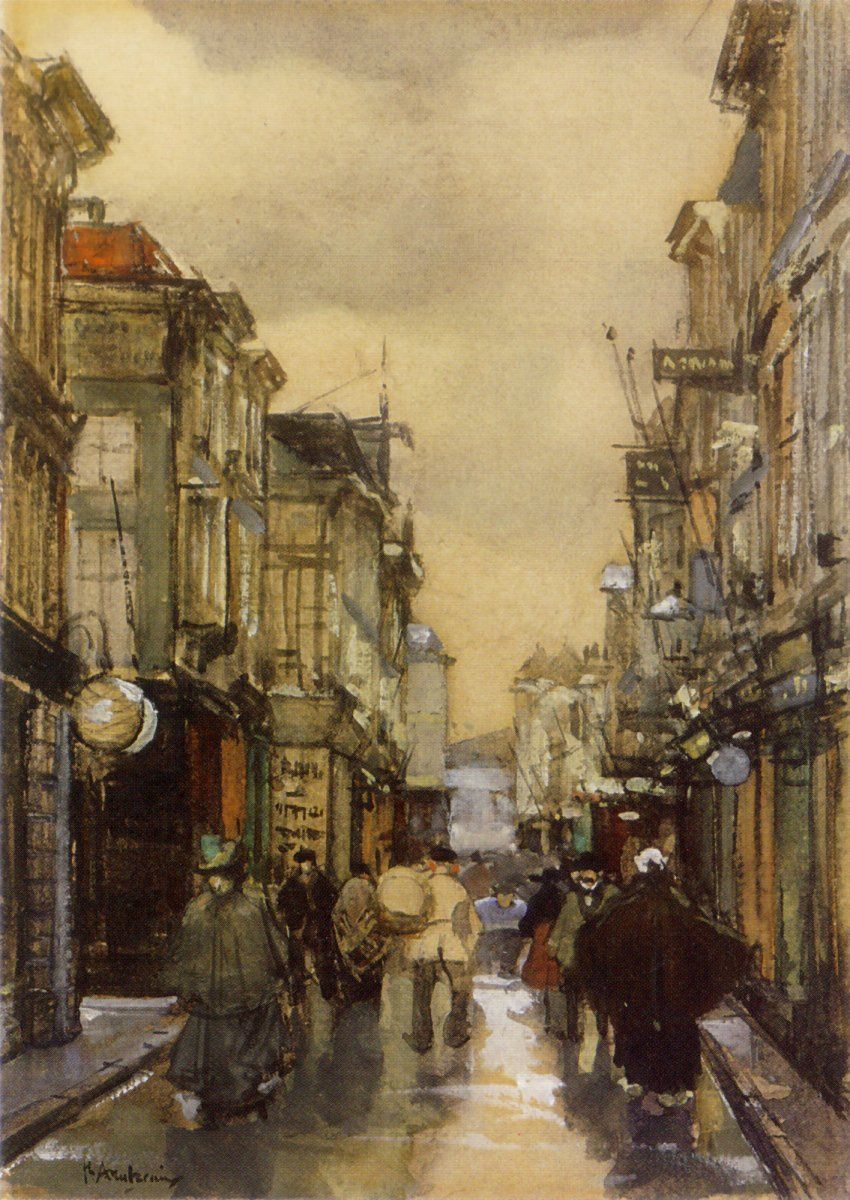
Floris Arntzenius (sin fecha): Spuistraat en Den Haag, colección privada.
Johan Coenraad Braakensiek (1926): Hartjesdag, Museo de Ámsterdam.
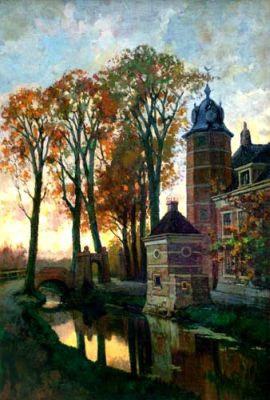
Nicolaas Bastert (1900): Huis ten Hoorn, Rijswijk, colección privada.
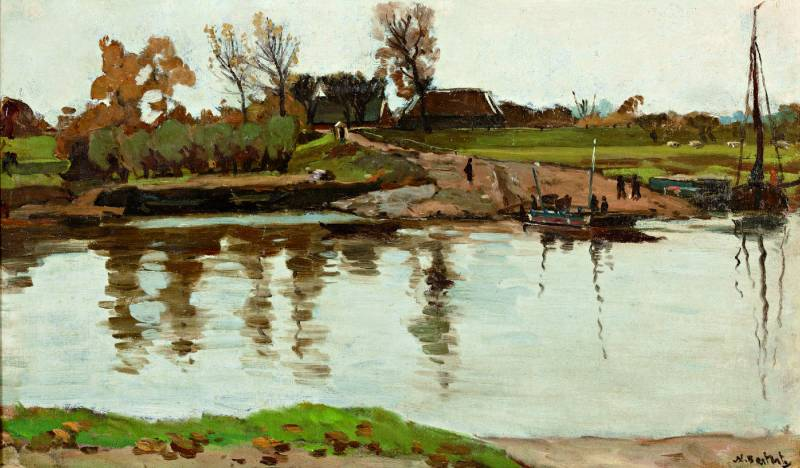
Nicolaas Bastert (1890): Veerpont aan de Vecht, colección privada.
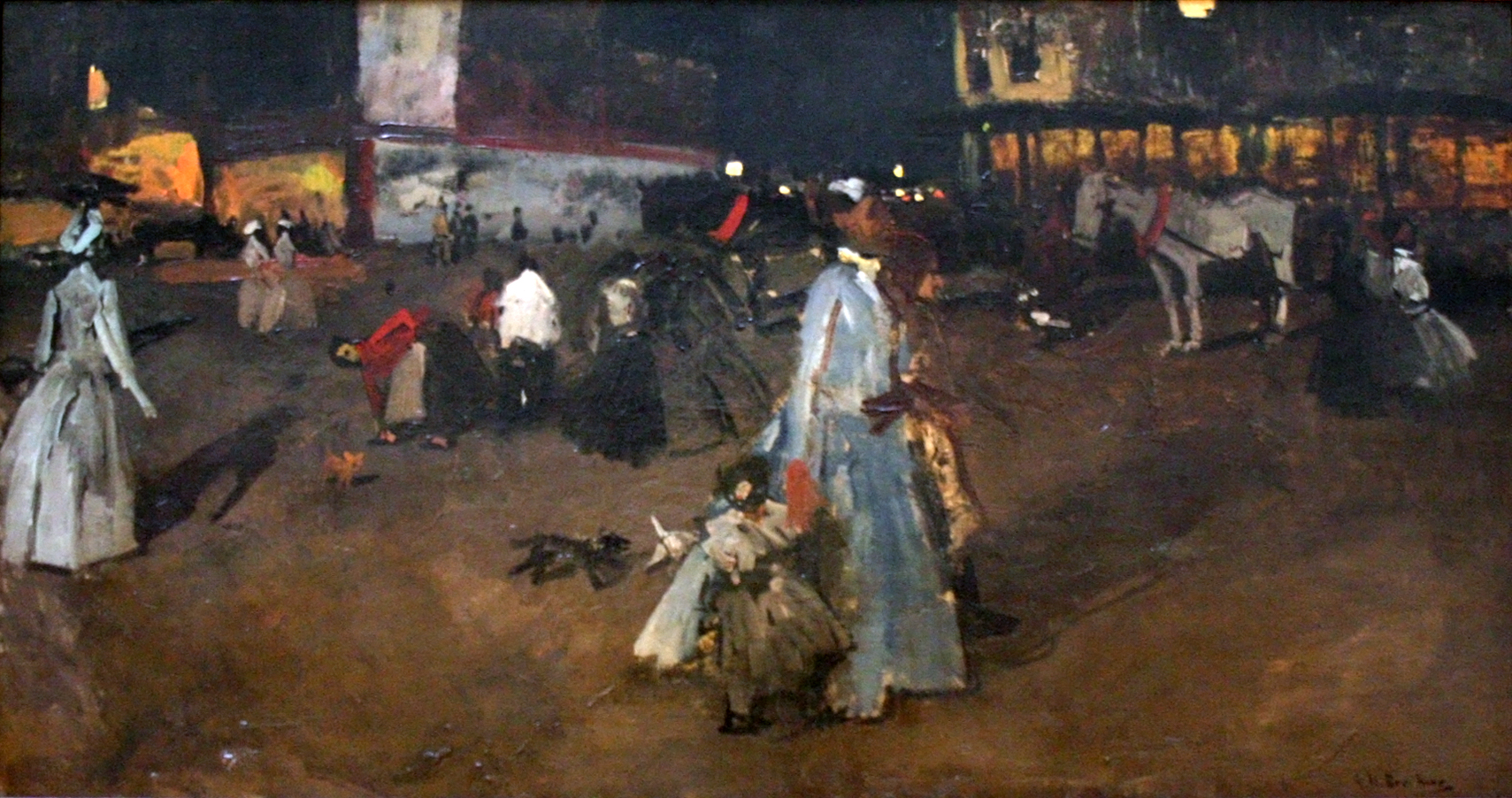
George Hendrik Breitner (1890): Avond op de Dam en Ámsterdam, Museo Real de Bellas Artes de Amberes.
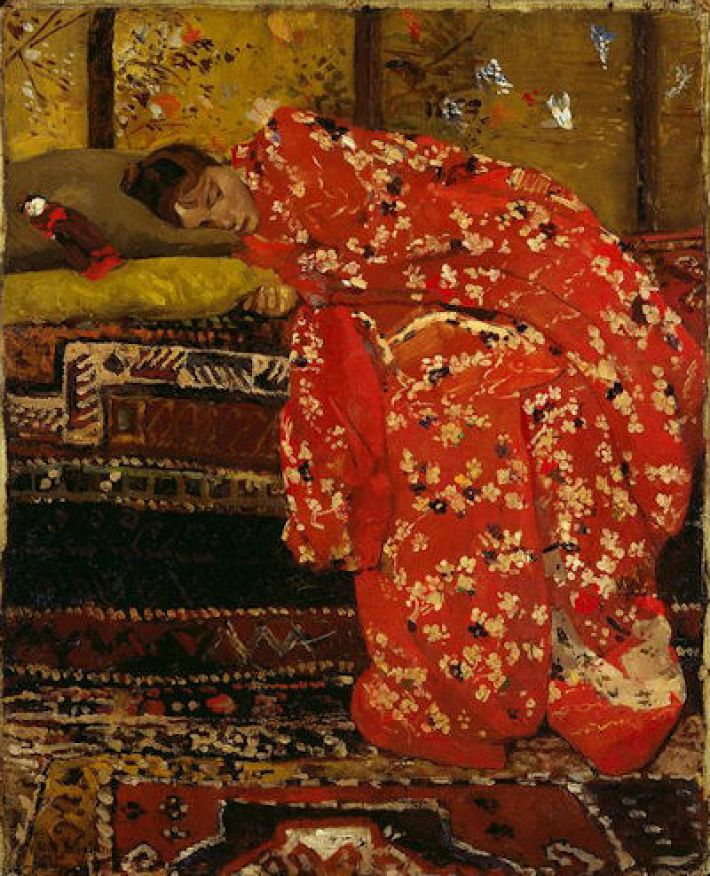
George Hendrik Breitner (1893/95): Chica con kimono rojo - Geisha Kwak, colección privada.
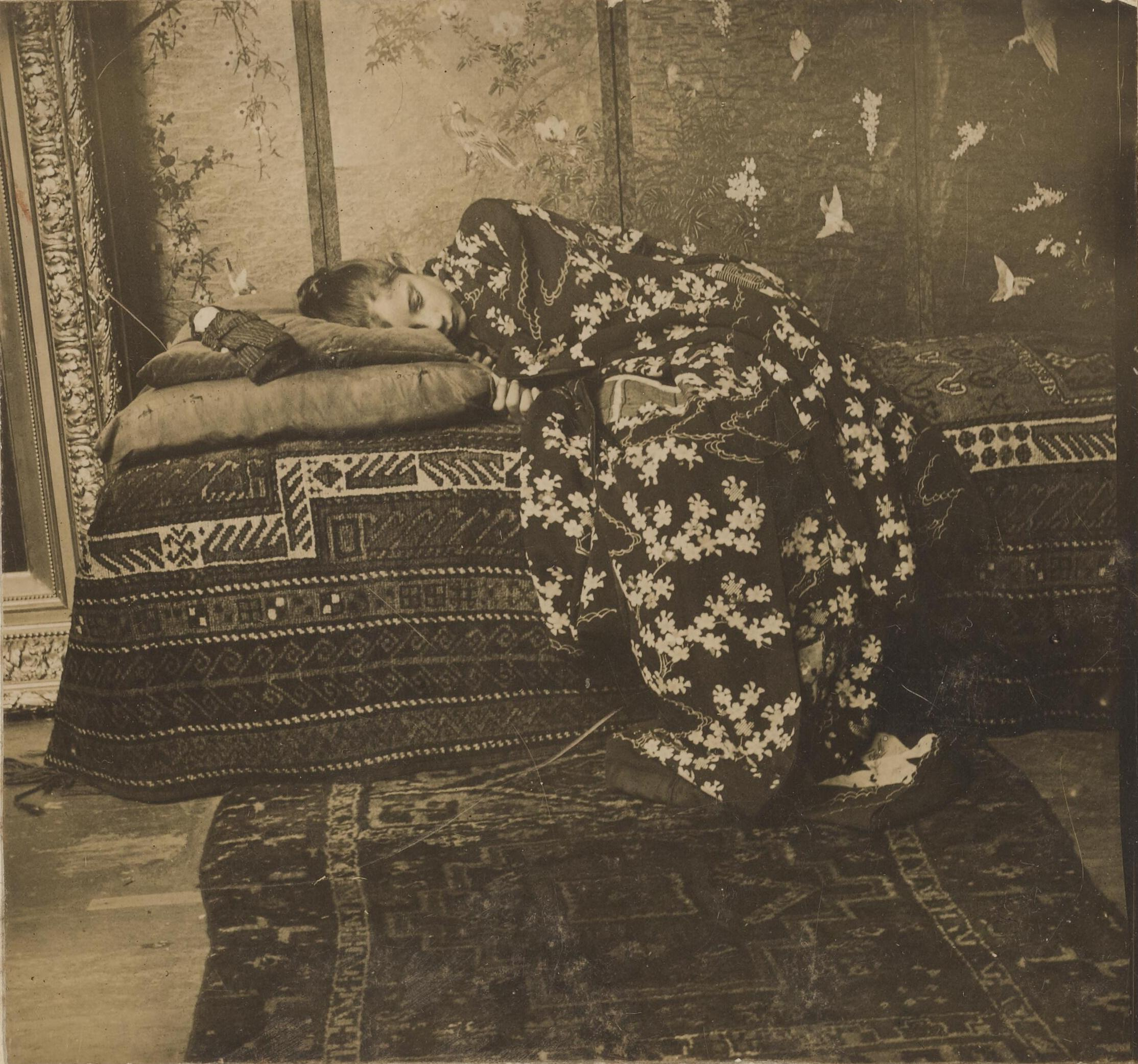
George Hendrik Breitner (1883/88): Caballería, Gemeentemuseum Den Haag.
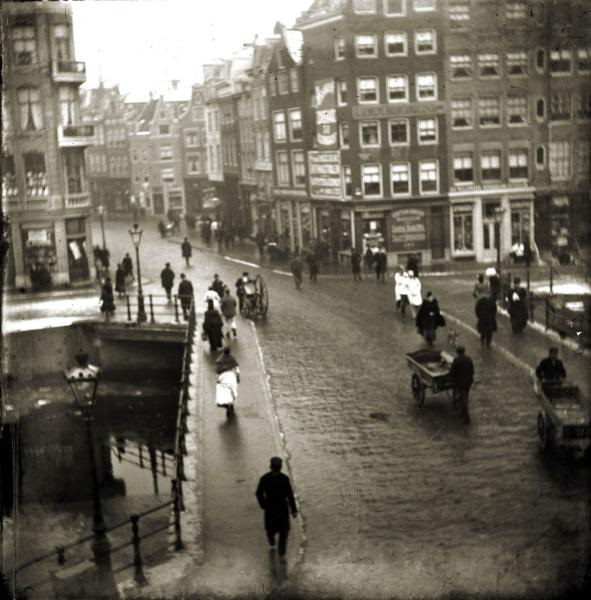
Georg Hendrik Breitner (1893): Singelbrug en Amsterdam, colección privada.
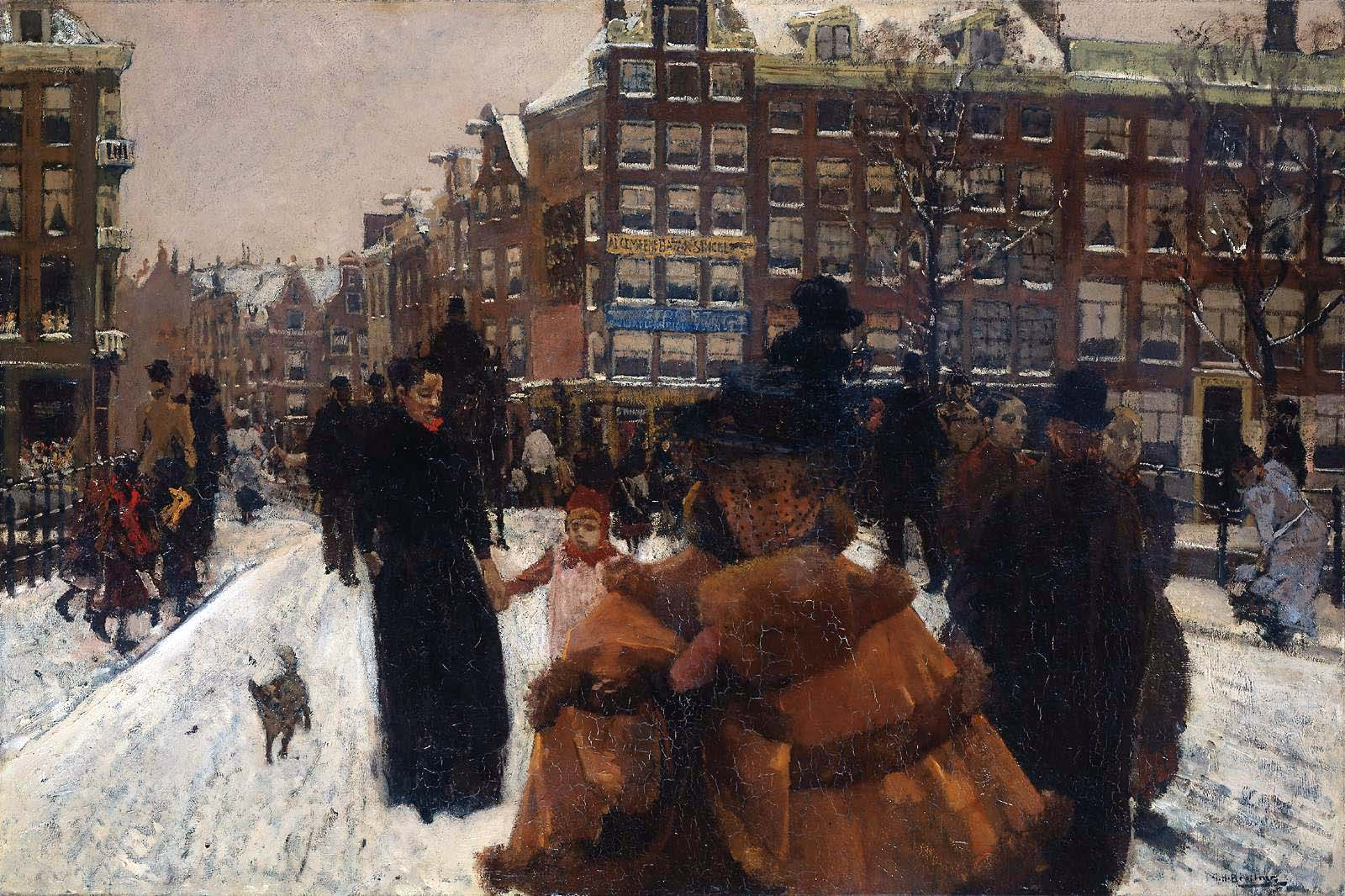
Georg Hendrik Breitner (1890): Singelbrug en Paleisstraat, Ámsterdam, colección privada.
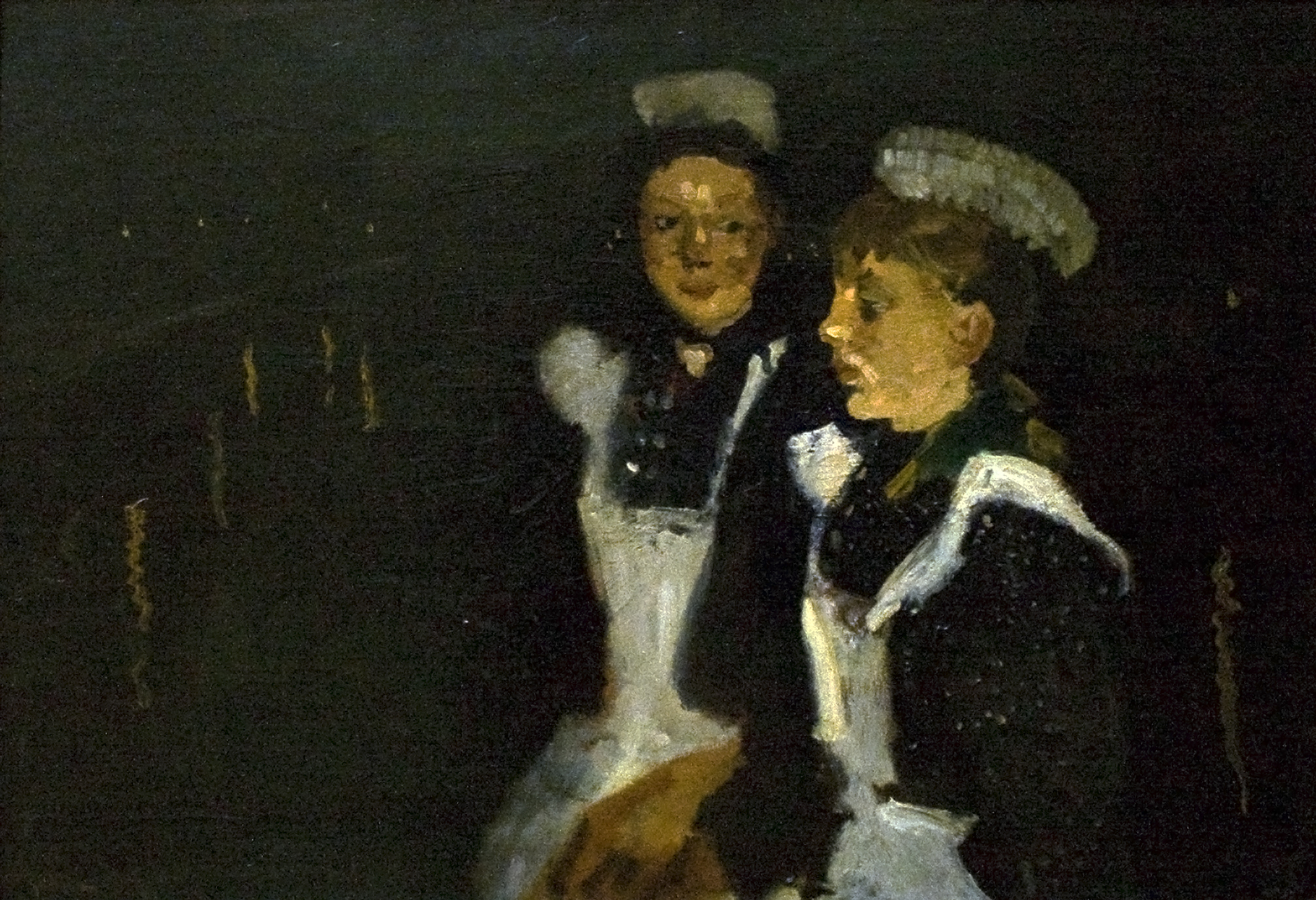
Georg Hendrik Breitner (1890): Dos sirvientes, Museo Teylers Haarlem.
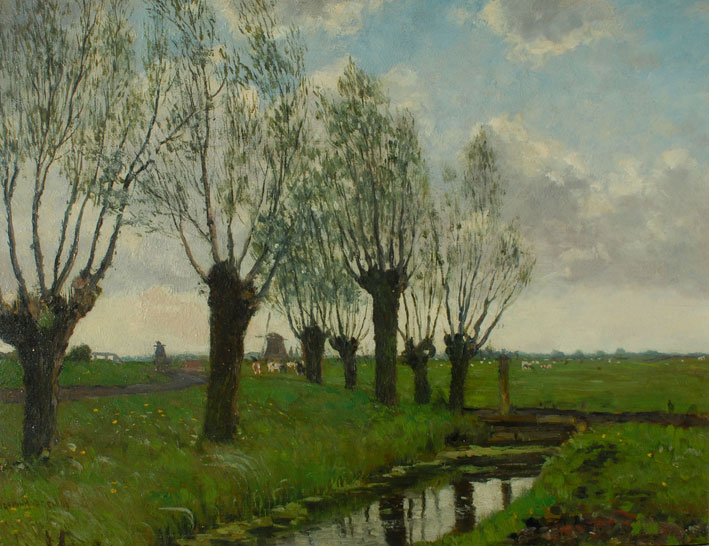
Dirk van Haaren (sin fecha): Primavera en un arroyo, colección privada.
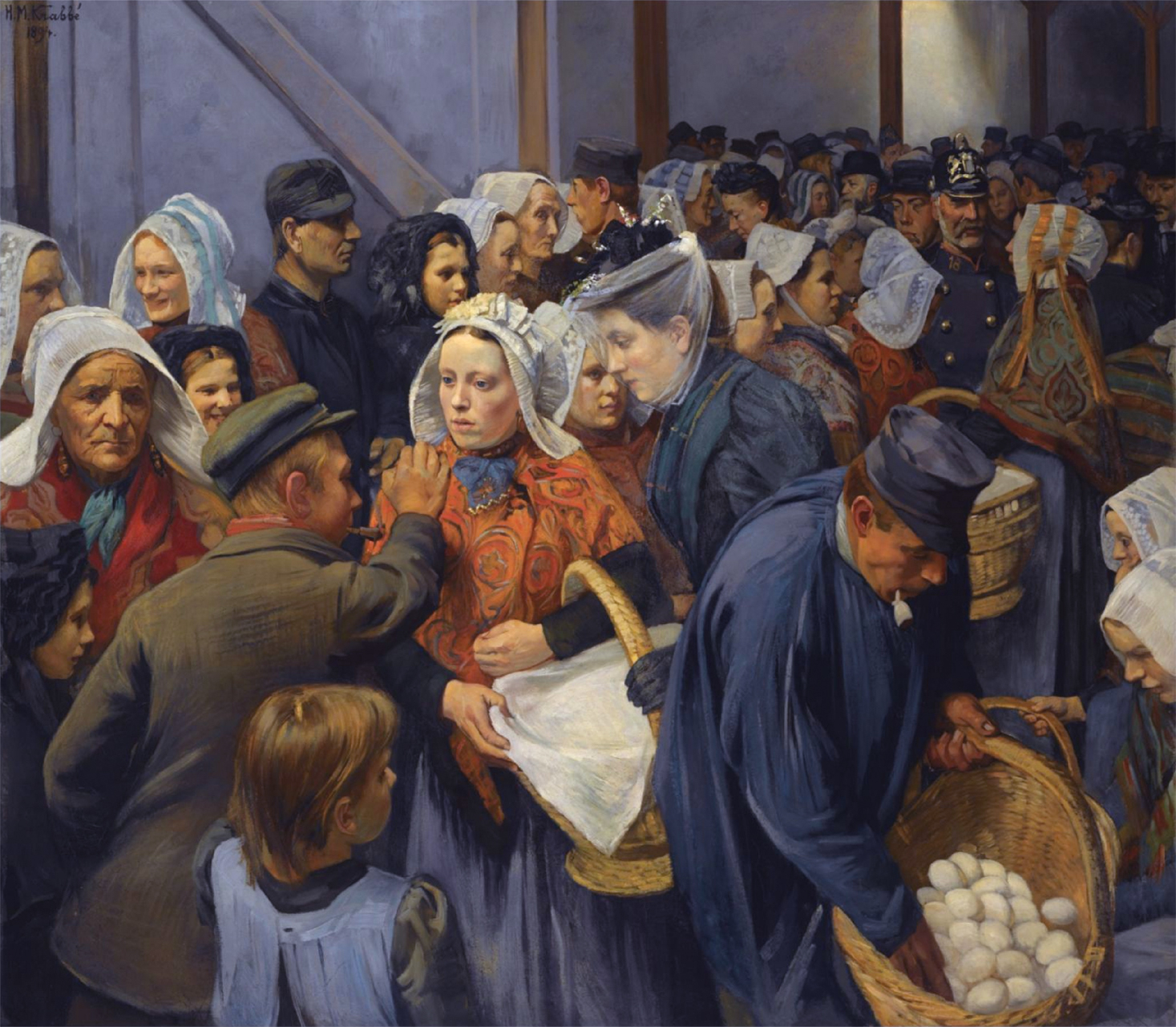
Heinrich Marten Krabbé (1894): Escena en el mercado de Brabante, colección particular.
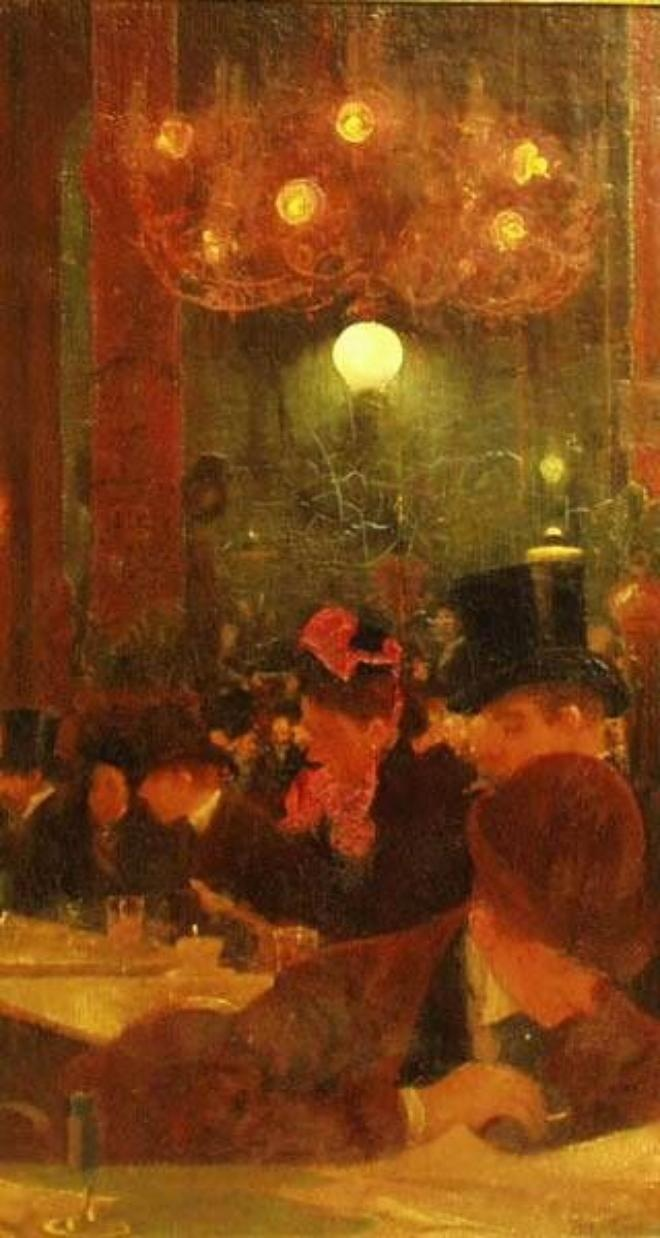
Jacobus van Looy (1890/95): Café, Franz-Hals-Museum Haarlem.
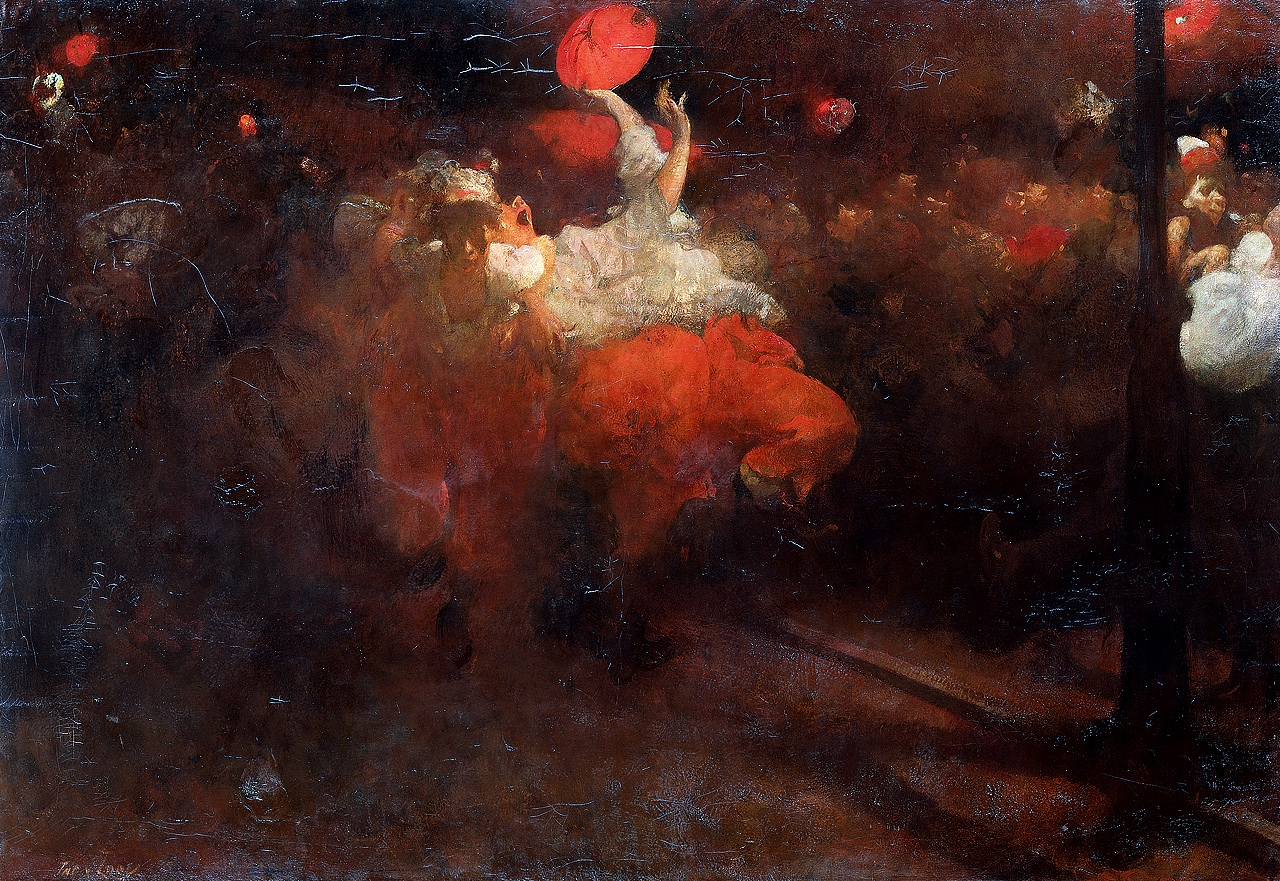
Jacobus van Looy (1890): Oranjefest, colección privada.
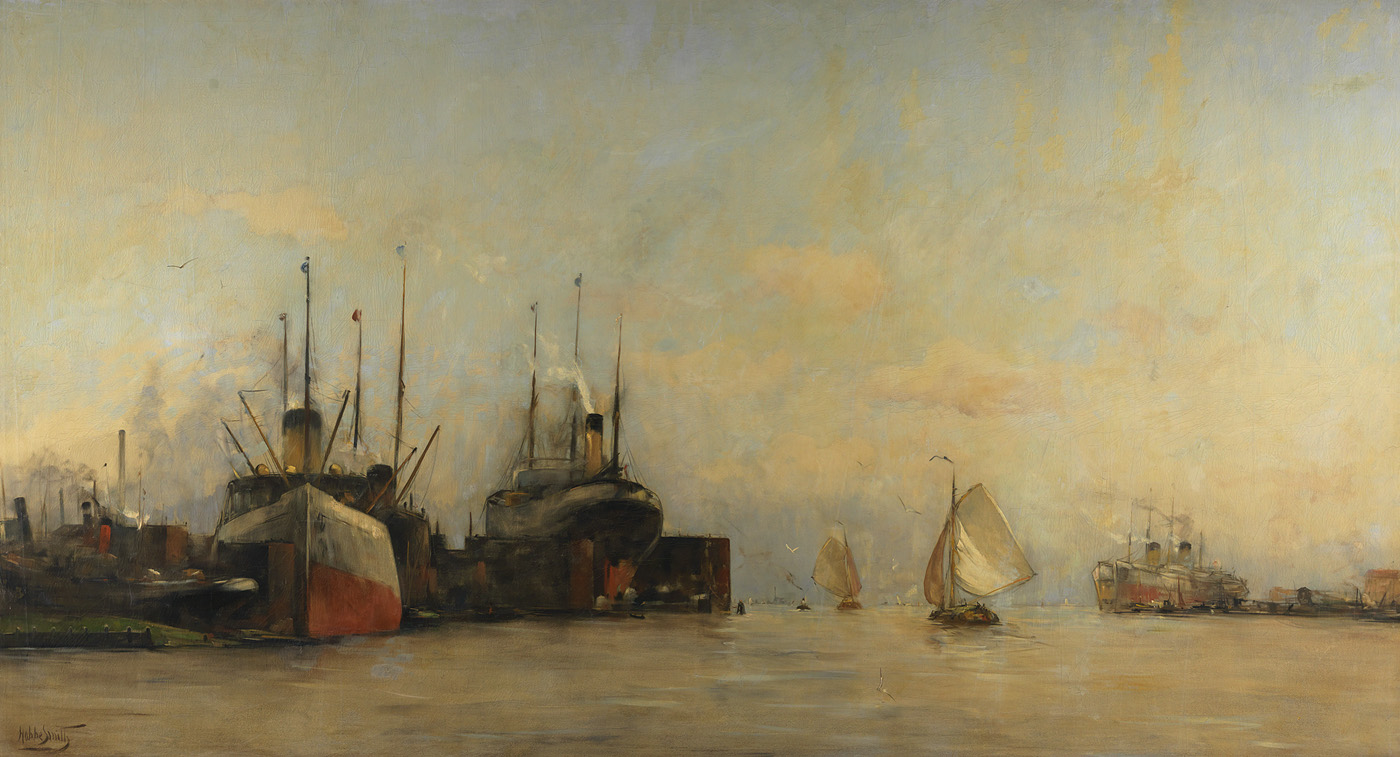
Hobbe Smith (1900): Gezicht op het IJ naar het oosten, met de dokken van de Amsterdamsche Droogdok Maatschappij en de kop van het IJ-eiland-Havengezicht van Amsterdam, Museo de Ámsterdam.
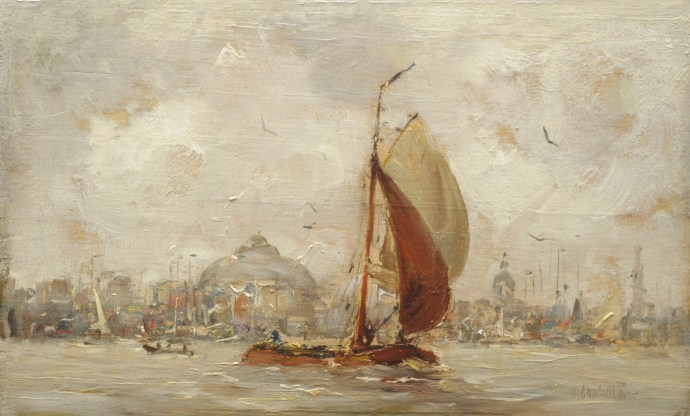
Hobbe Smith (1900): Tjalk navegando saliendo del puerto de Ámsterdam, colección particular.
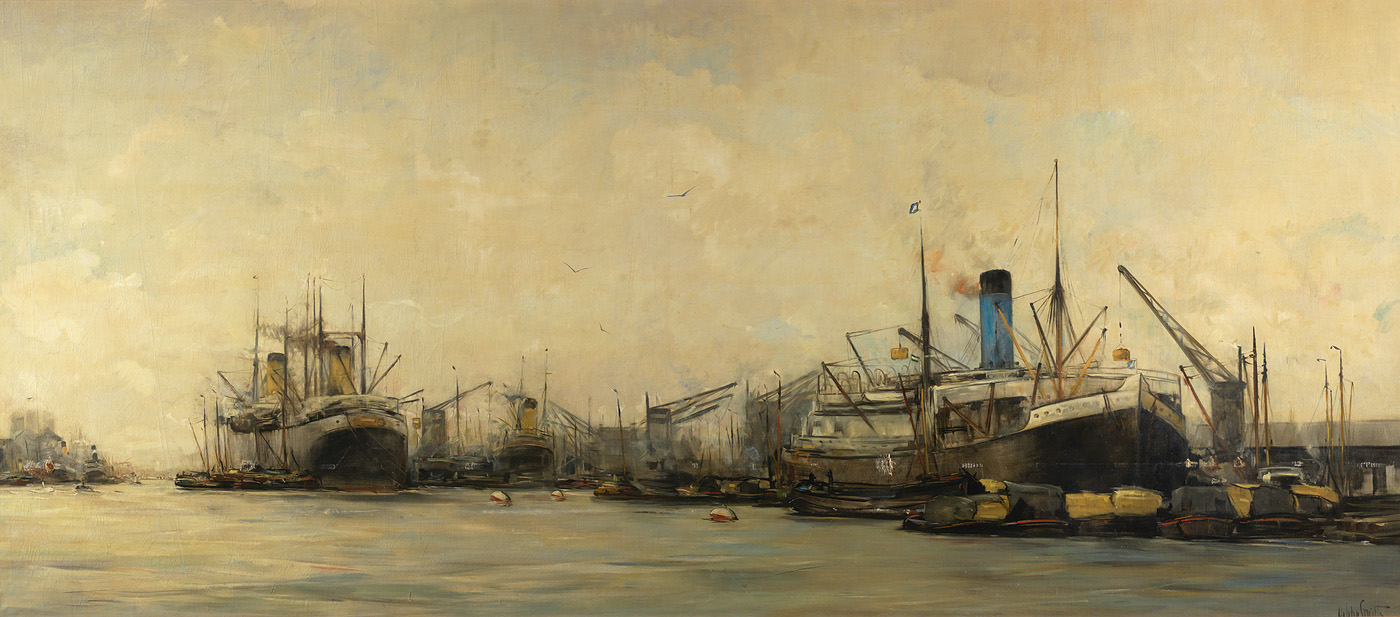
Hobbe Smith (1913): Gezicht op de IJhaven en de Javakade naar het westen, met een "blauwpijper" van de Nederlandsche Stoomvaart Maatschappij Oceaan-Havengezicht het IJ ten zuiden vd Handelskade, Museo de Ámsterdam.
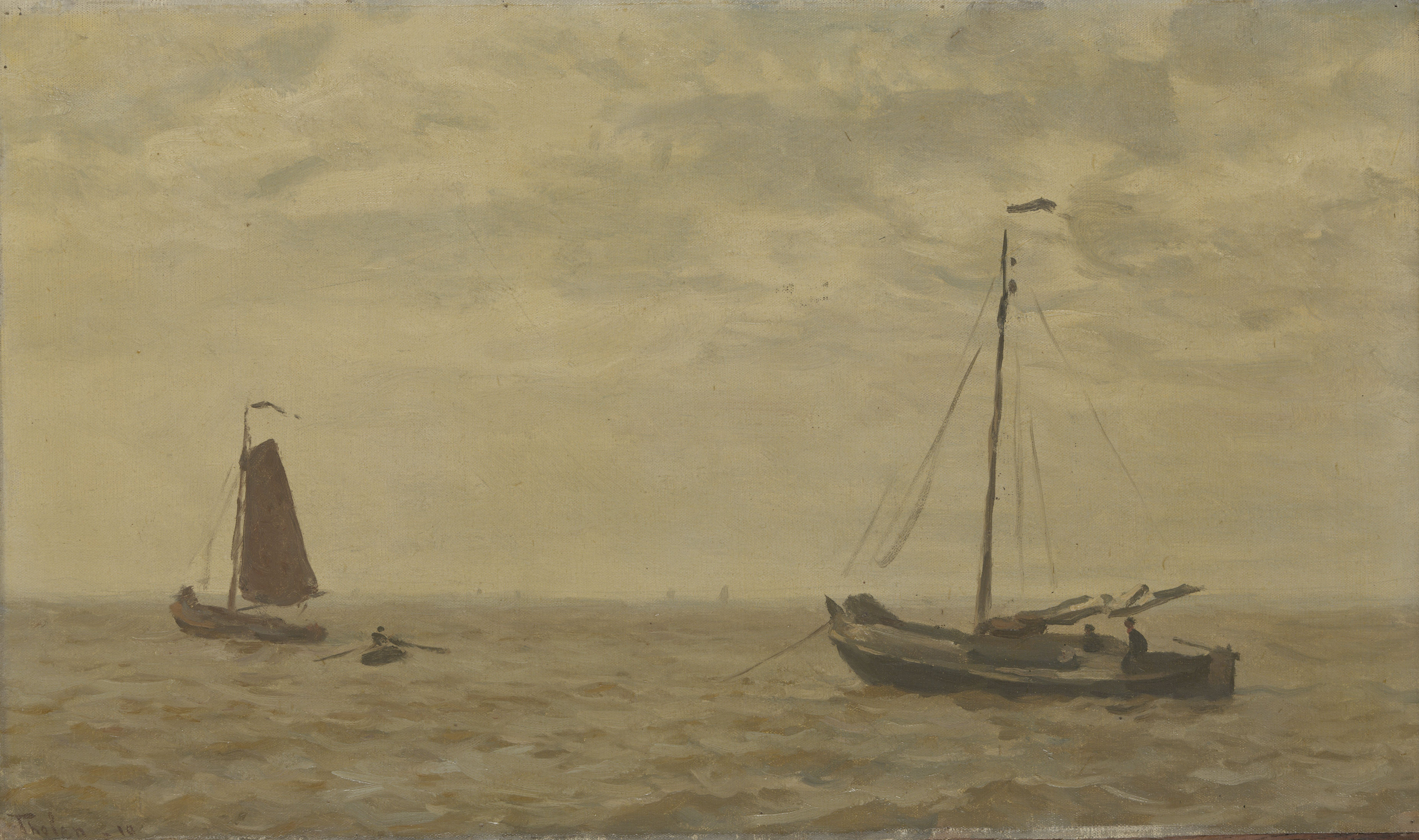
Willem Bastiaan Tholen (1910): Zeegezicht met vissersschuiten, Rijksmuseum Amsterdam.
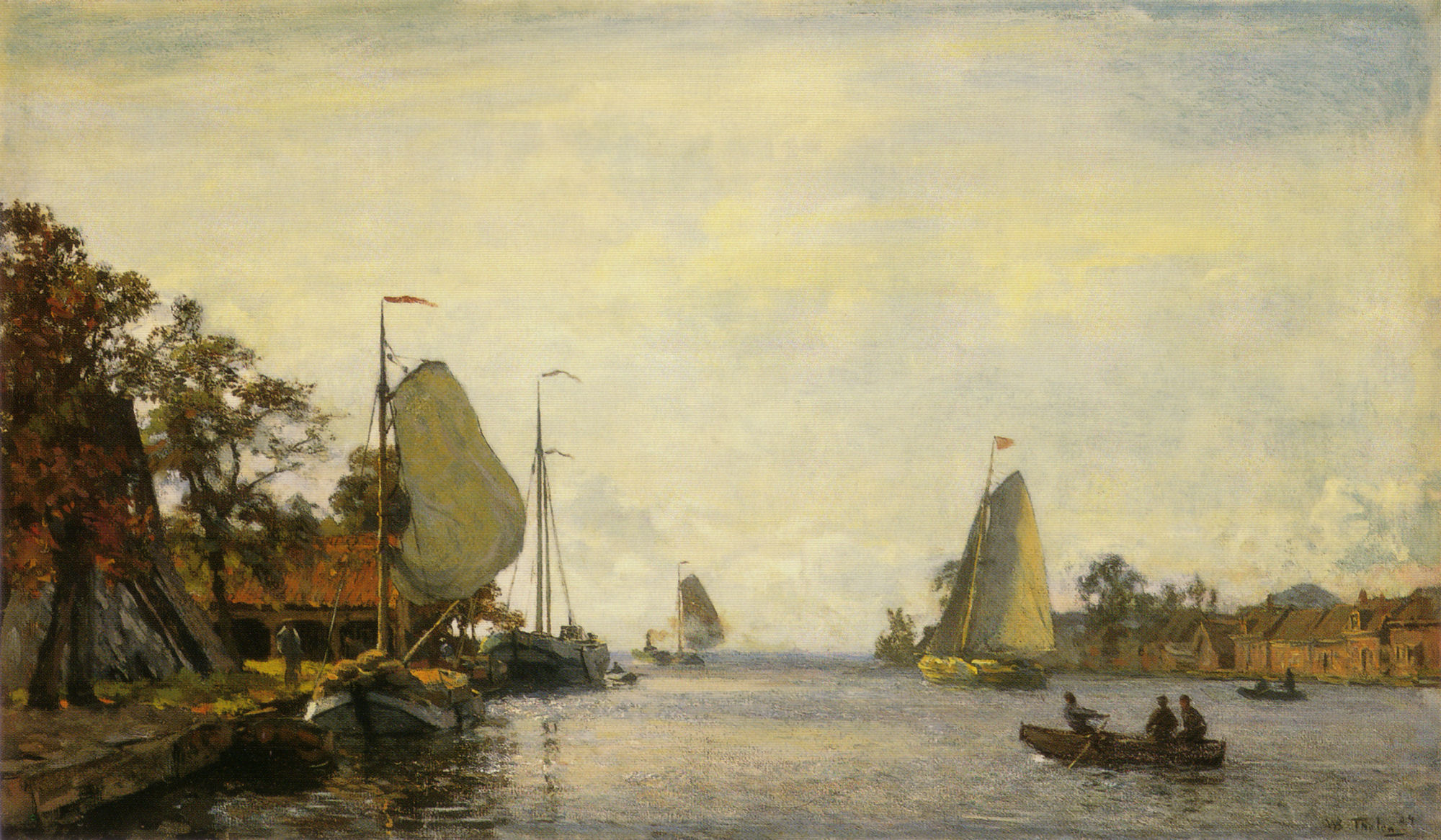
Willem Bastiaan Tholen (1904): Zomers riviergezicht met zeilschepen, colección privada.
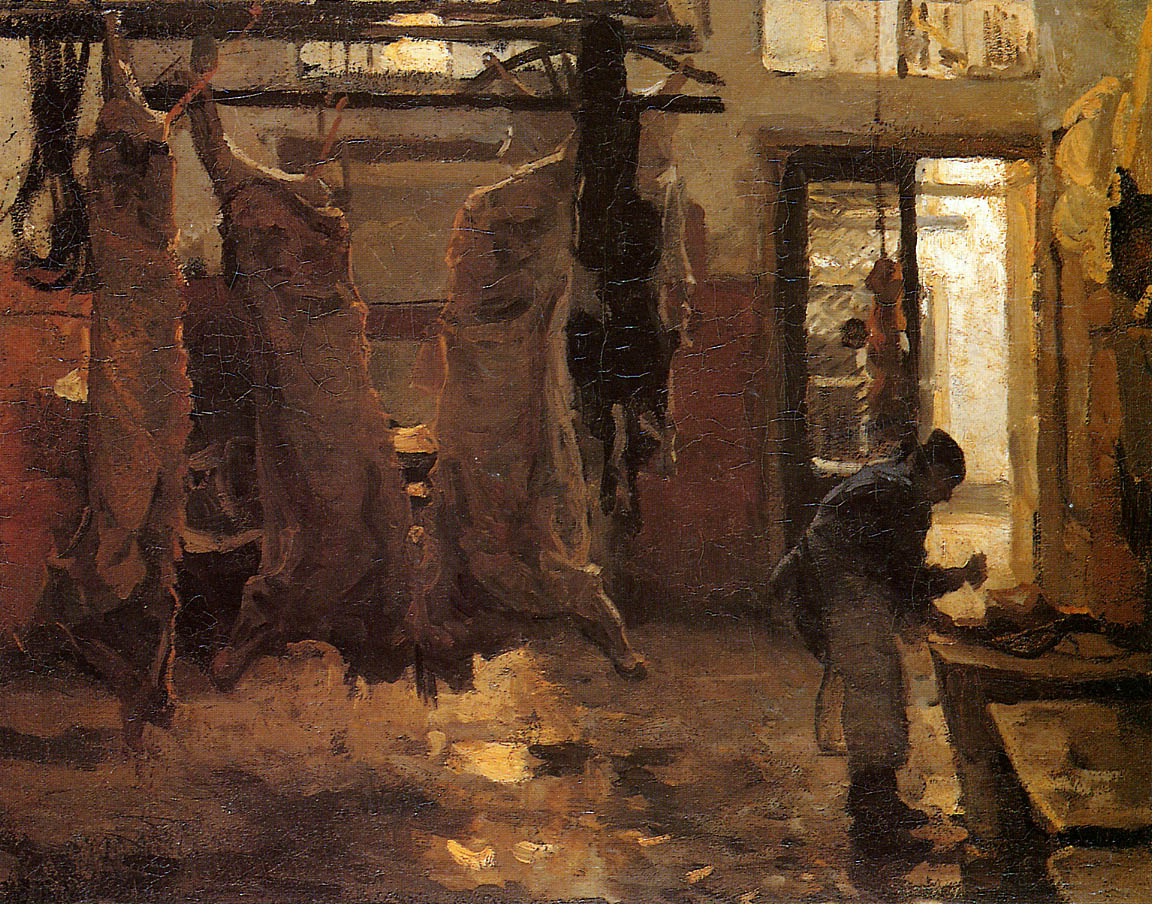
Willem Bastiaan Tholen (antes de 1931): Sol en el matadero, Rijksmuseum Amsterdam.
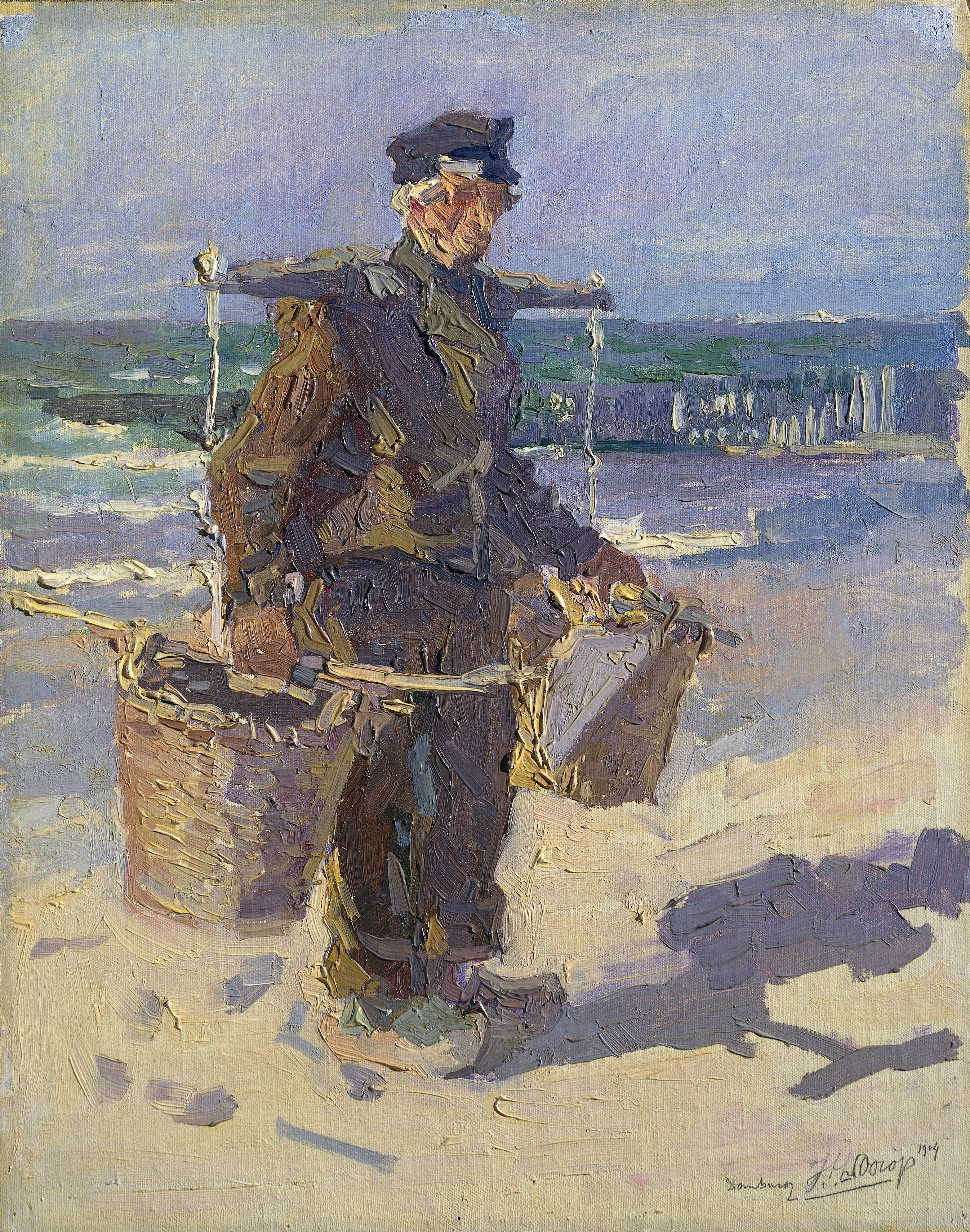
Jan Toorop (1904): De schelpenvisser, Rijksmuseum Amsterdam.
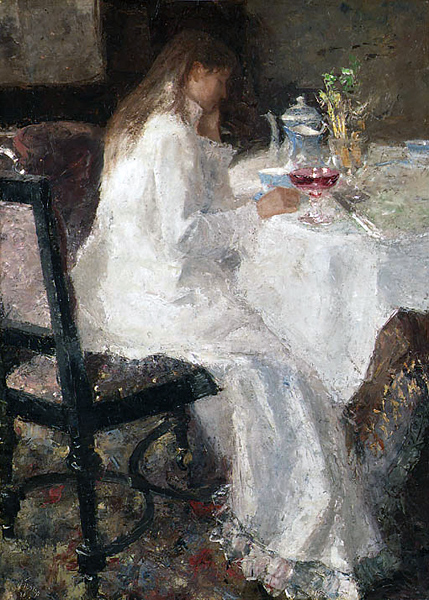
Jan Toorop (1886): Dama de blanco (su esposa Annie Hall), colección privada.
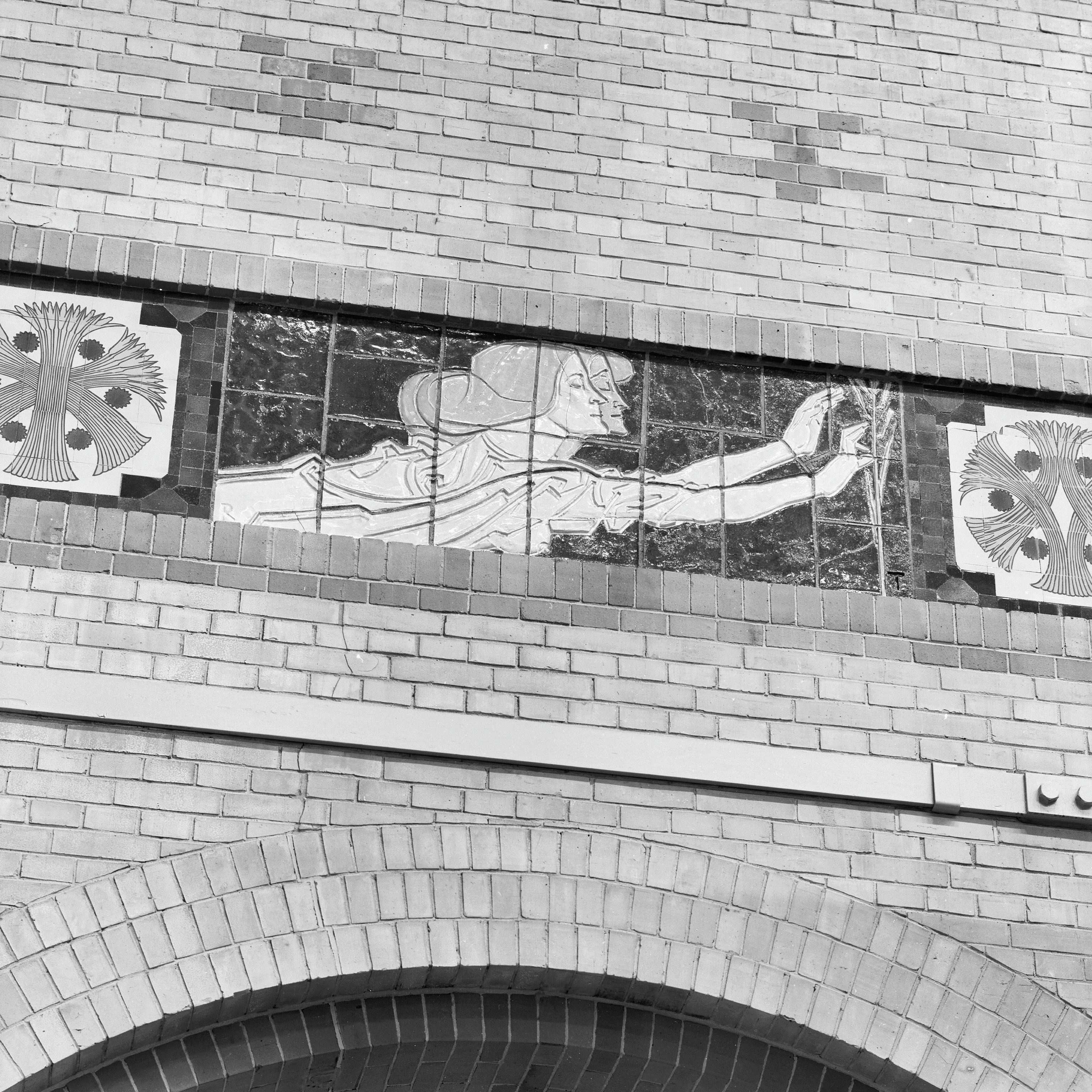
Johannes Theodorus Toorop: Graanbeurs, sectieltableaux Toorop - Amsterdam.
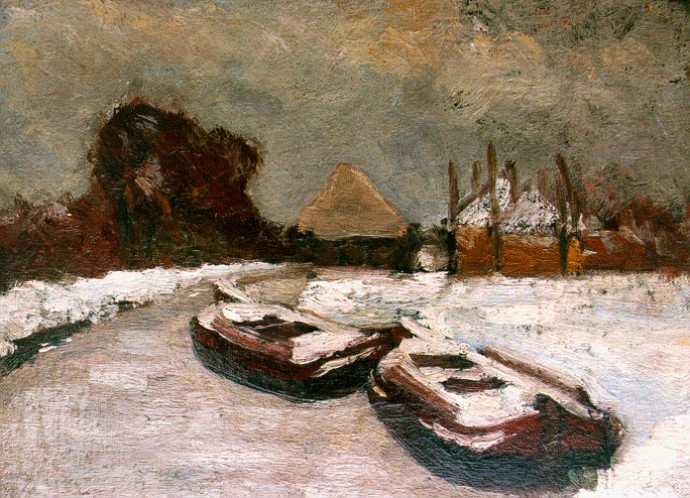
Floris Hendrik Verster (sin fecha): Rostro invernal de un pueblo frente al mar, colección privada.
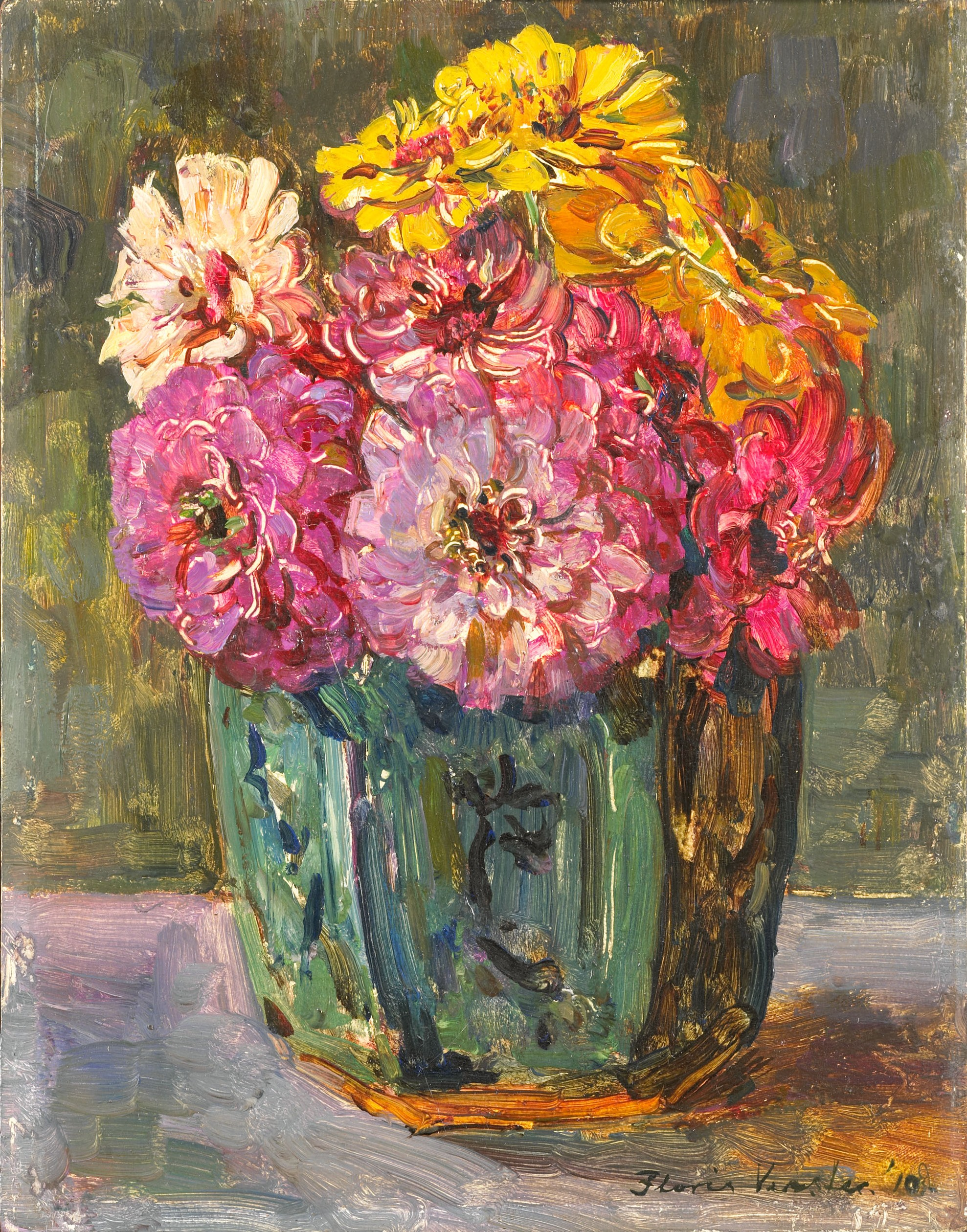
Floris Hendrik Verster (1910): Stilleven conoció a zinnia's en un gemberpot, Rijksmuseum Amsterdam.
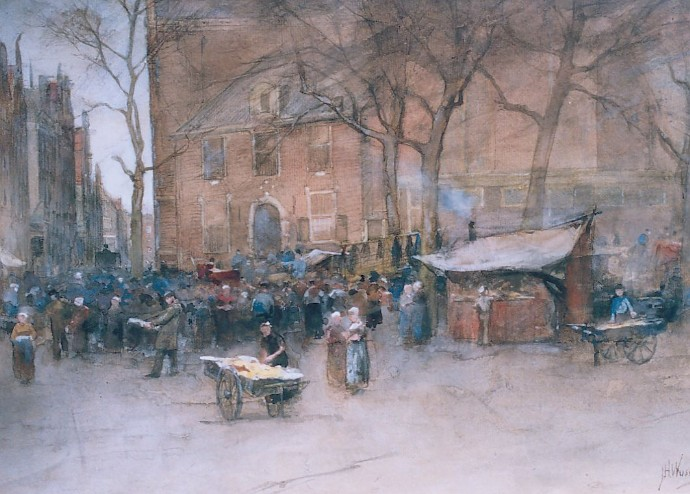
Jan Hillebrand Wijsmuller (1900): Mercado en Noorderkerk, Amsterdam, colección privada.
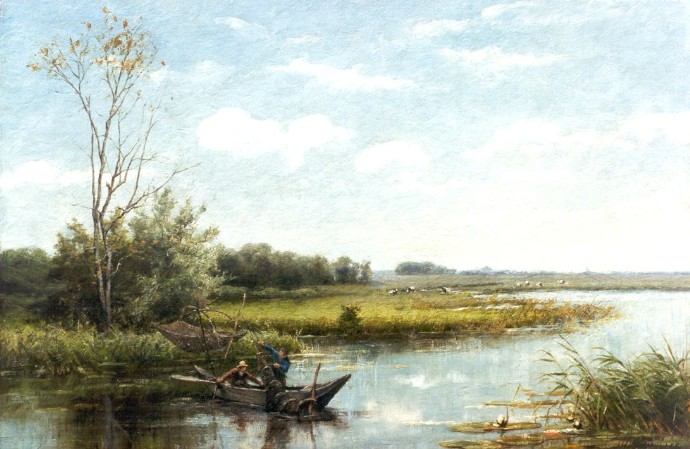
Jan Hillebrand Wijsmuller (1900): Desplegando las trampas, colección privada.
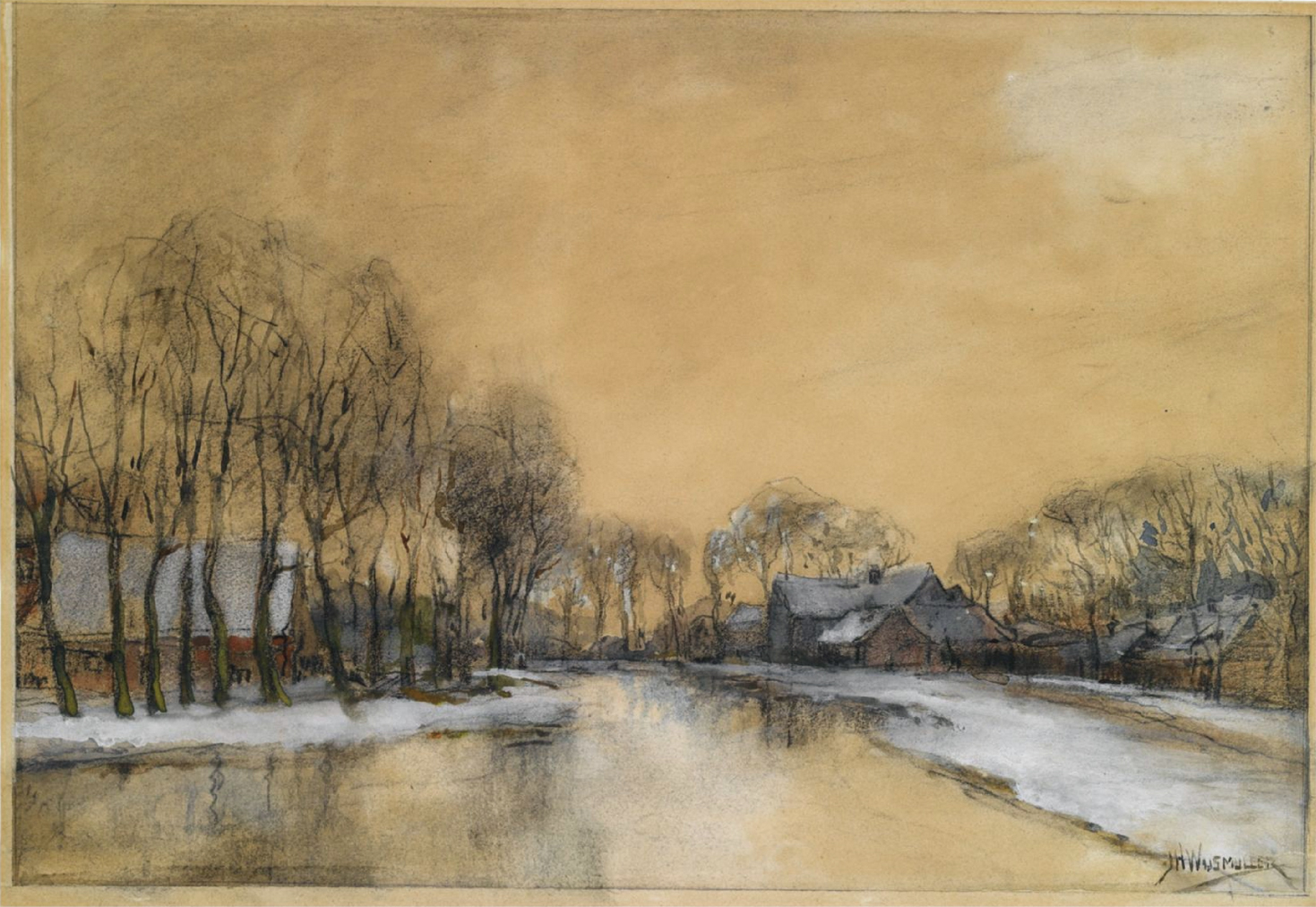
Jan Hillebrand Wijsmuller (sin fecha): Paisaje invernal con casas a lo largo de un canal, colección privada.
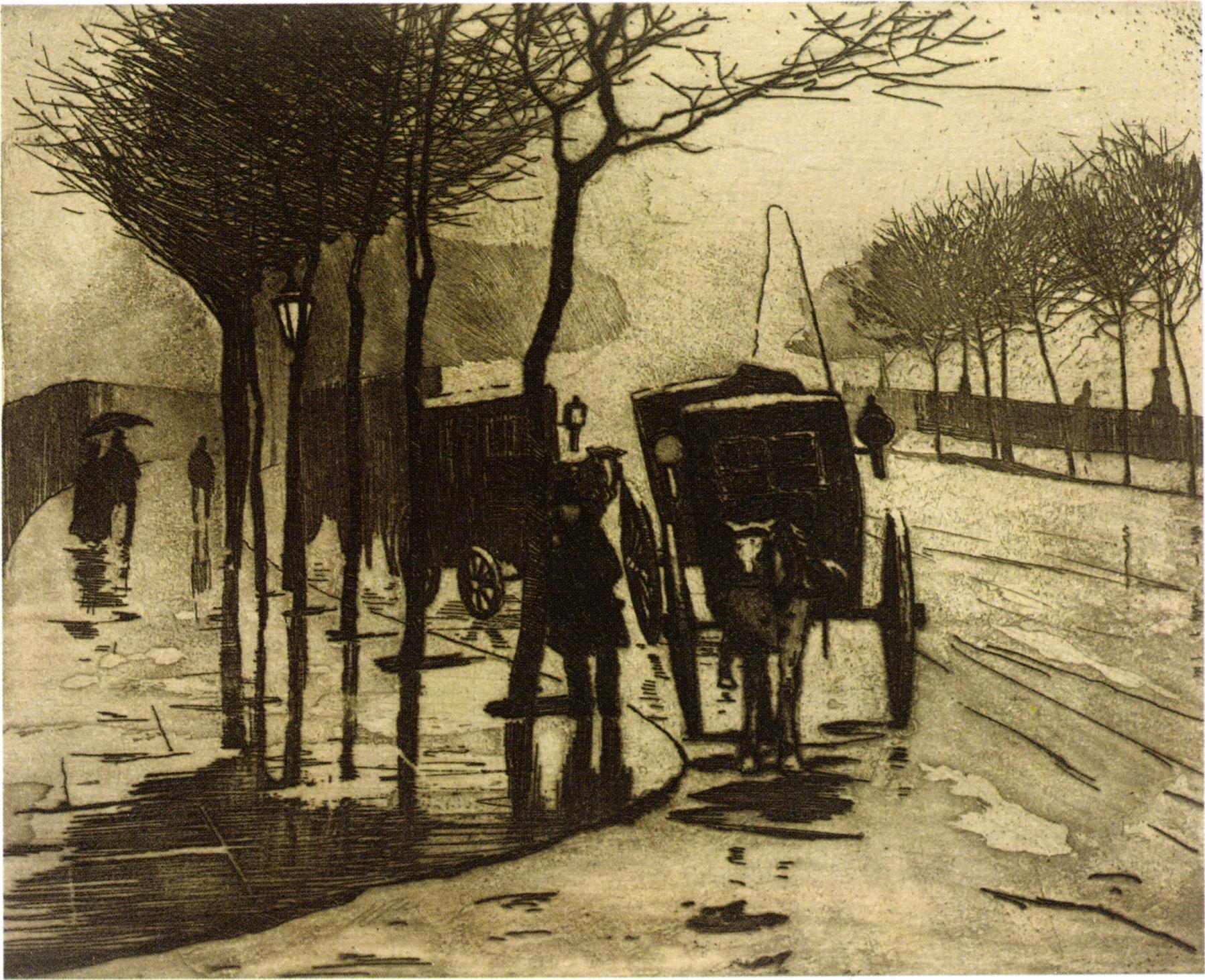
Willem Witsen (1908): Waiting Cabs, Londres, Museo Boijmans Beuningen Rotterdam.
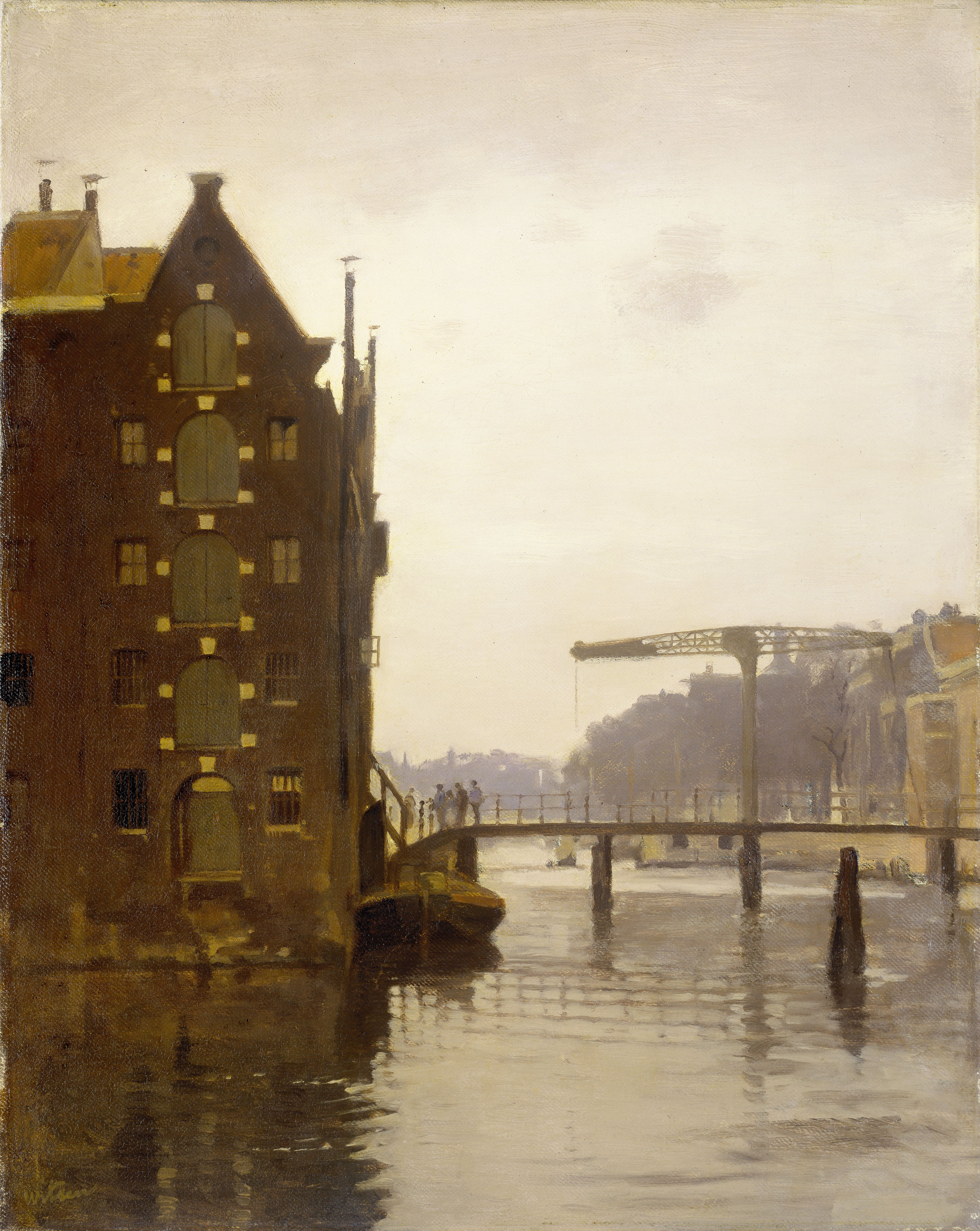
Willem Witsen (sin fecha): Pakhuizen aan een Amsterdamse gracht op Uilenburg, colección privada.
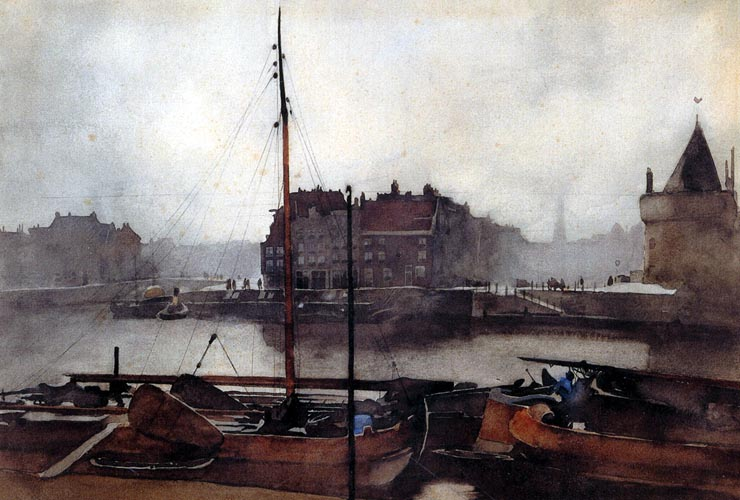
Willem Witsen (1891): Prins Hendrikkade te Amsterdam .
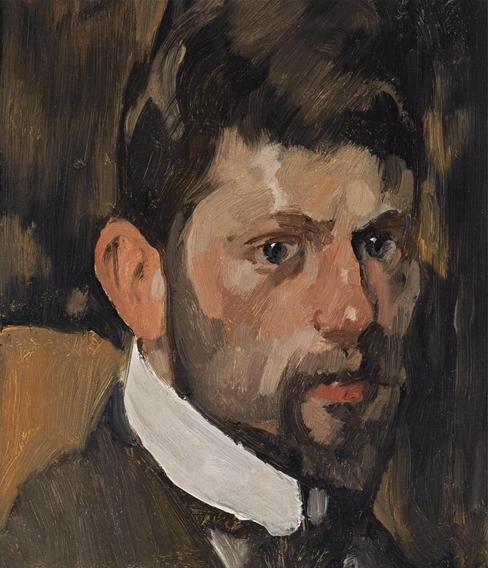
Willem Witsen (1900): Retrato de Felicien Bobeldijk, colección privada.
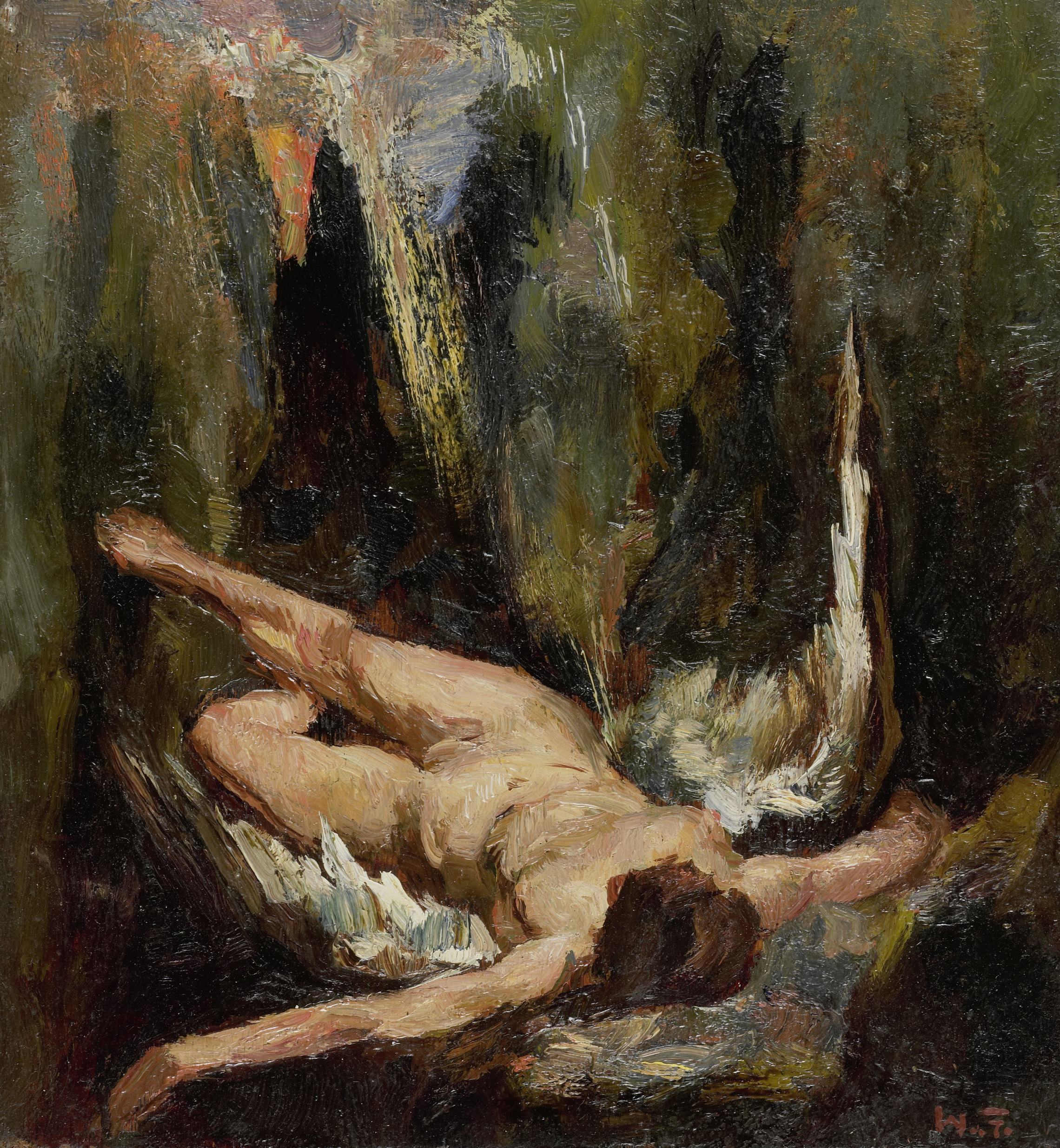
Willem de Zwart (1885/1931): El ángel caído, Rijksmuseum.
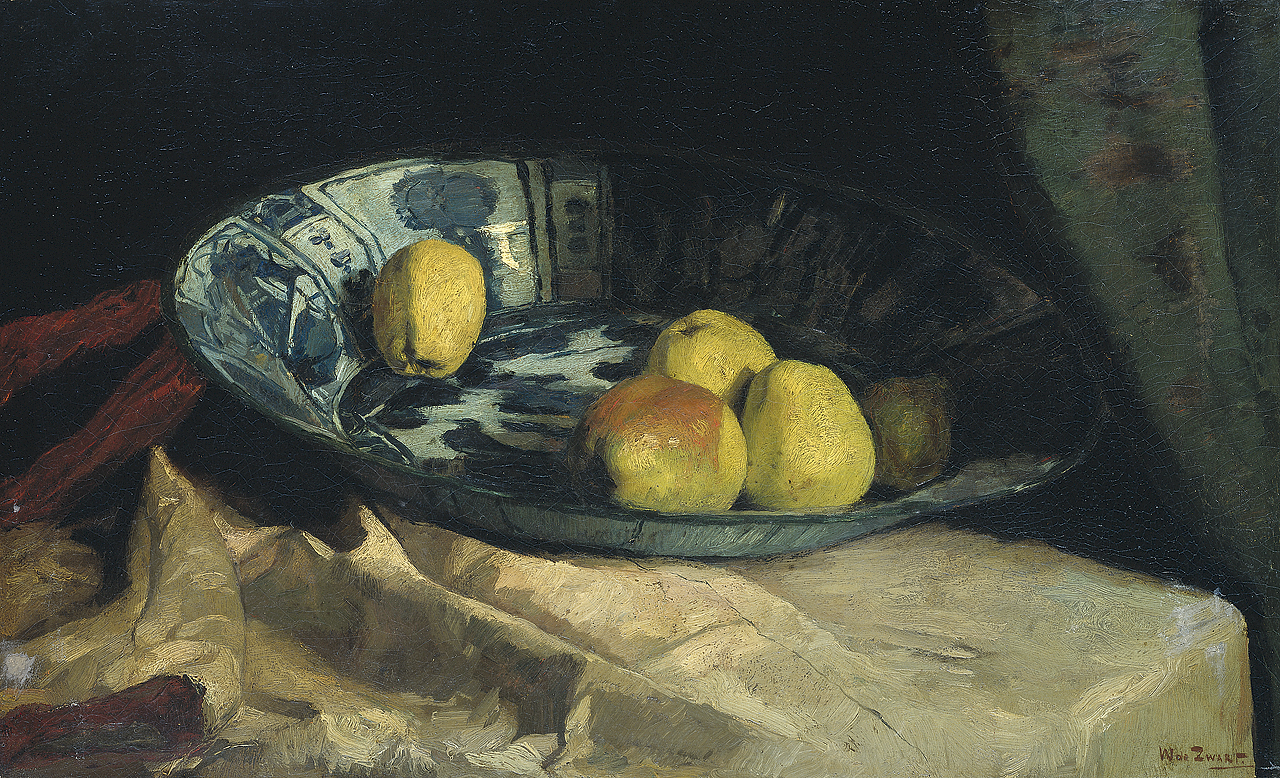
Willem de Zwart (1880/90): Bodegón con manzanas en bandeja en Delft Blue, Rijksmuseum Amsterdam.
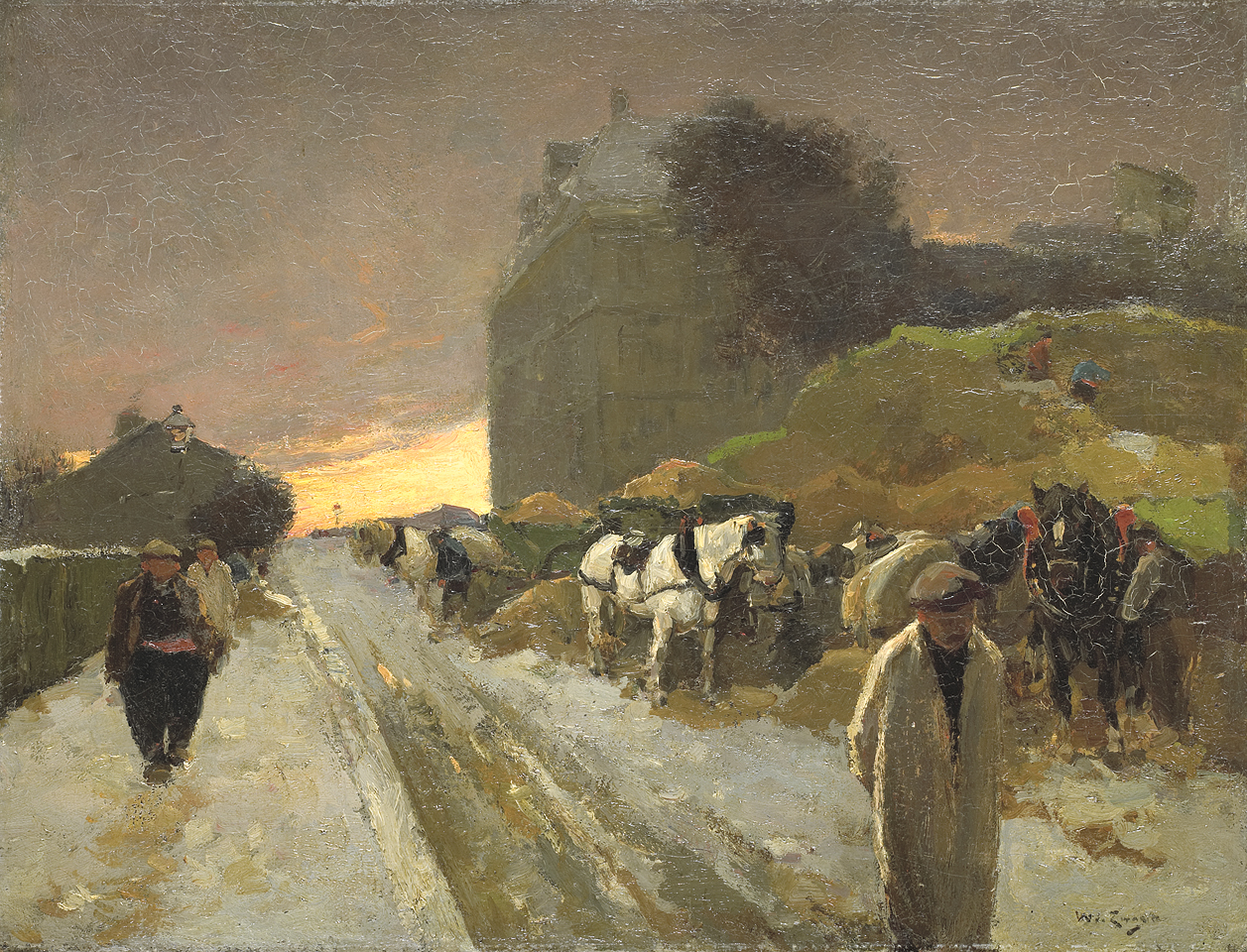
Willem de Zwart (1890): Calle de Montmartre en invierno, Rijksmuseum Amsterdam.

## Amsterdamse Joffers
- Lizzy Ansingh (1875-1959)
- Jo Bauer-Stumpff (1873-1951)
- Ans van den Berg (1873-1942)
- Nelly Bodenheim (1874-1951)
- Marie van Regteren Altena (1868-1958)
- Jacoba Johanna (Coba) Ritsema (1876-1961)
- Suze Bisschop-Robertson (1855-1922)
- Teresa Schwartze (1851-1918)
- Jacoba Surie (1879-1970)
- Betsy Westendorp-Osieck (1880-1968)

Las siguientes artistas femeninas tuvieron contacto con las Amsterdamse Joffers:
- Elsa van Doesenburg (1875-1957)
- Josefa Johanna Julia Marie Tepe (1884-1962)

## Galería de las Amsterdamse Joffers

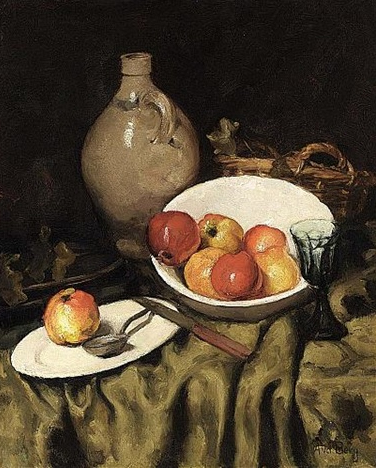
Ans van den Berg Bodegón con manzanas
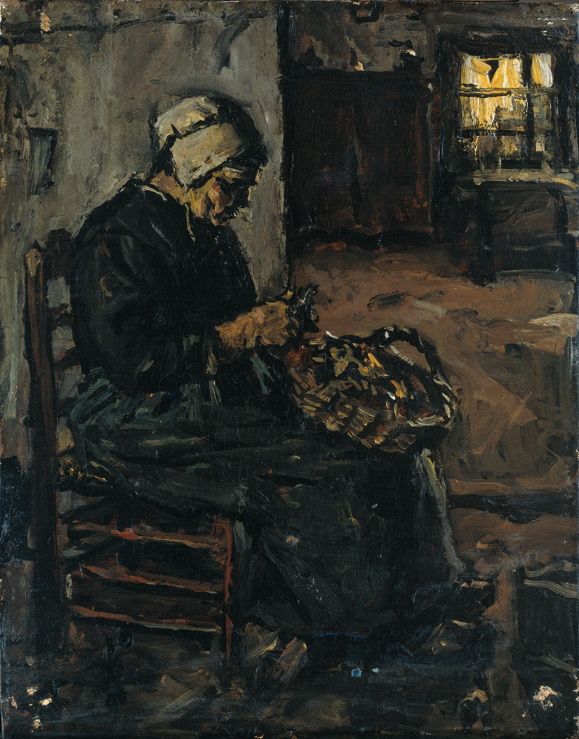
Suze Bisschop Robertson (1922): Papas peladas por la esposa de un granjero, Rijksmuseum Amsterdam.
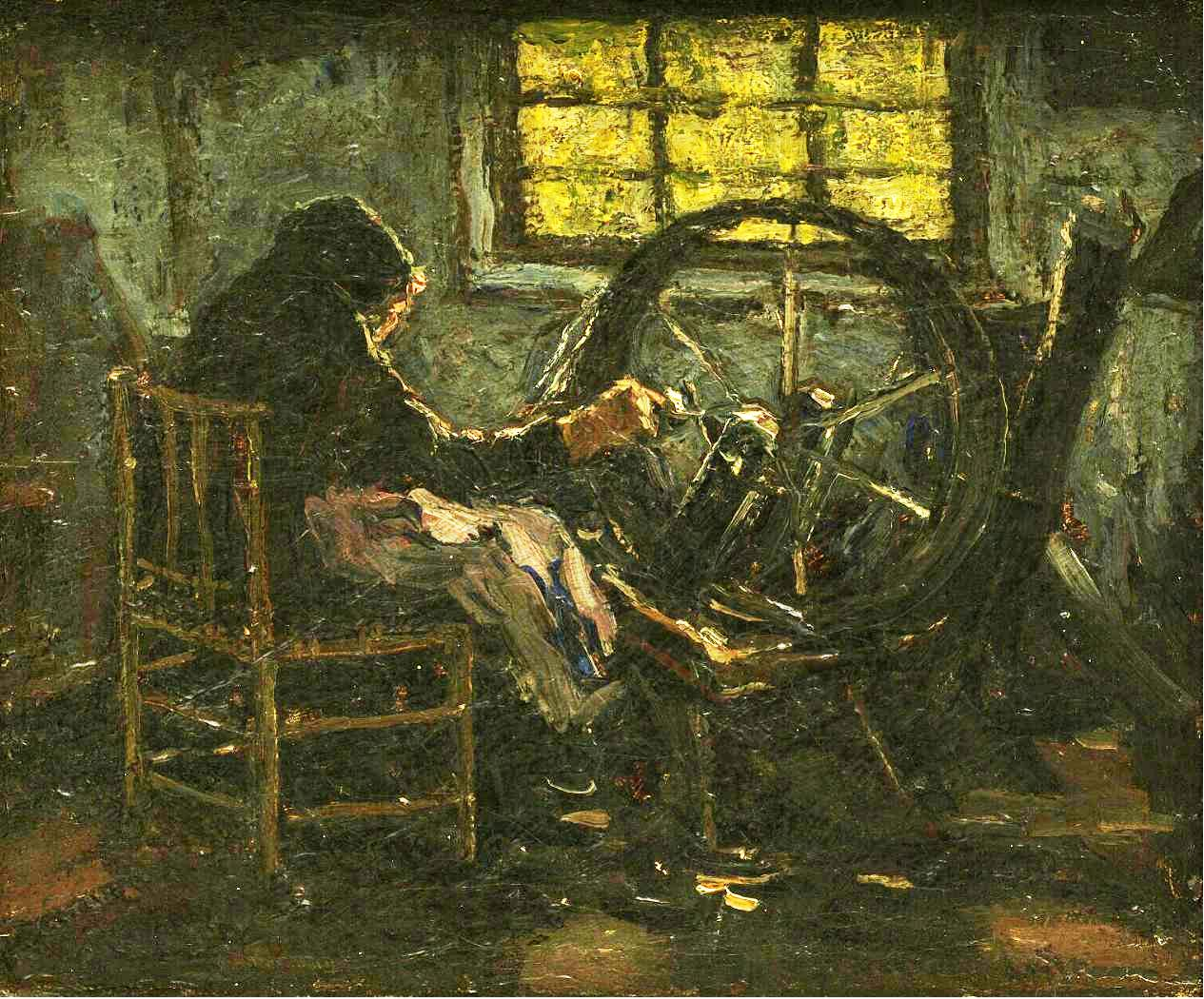
Suze Bisschop Robertson (1900): Mujer hilando, Gemeentemuseum Helmond.
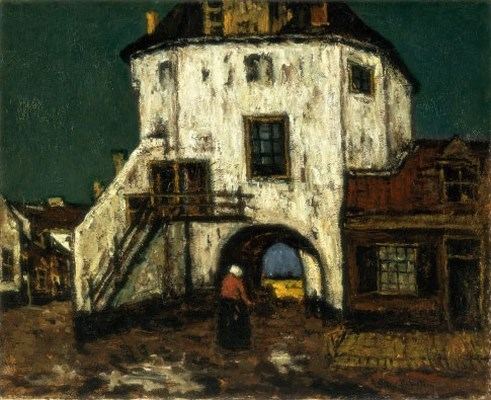
Suze Bisschop Robertson (antes de 1922): De Vispoort van Harderwijk, colección privada.
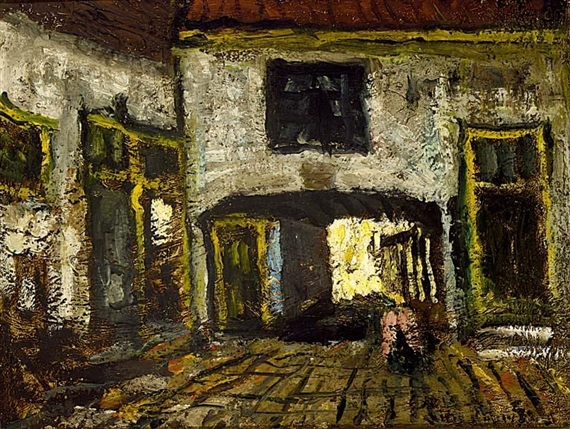
Suze Bisschop Robertson (antes de 1922): Patio junto a una obra, colección privada.
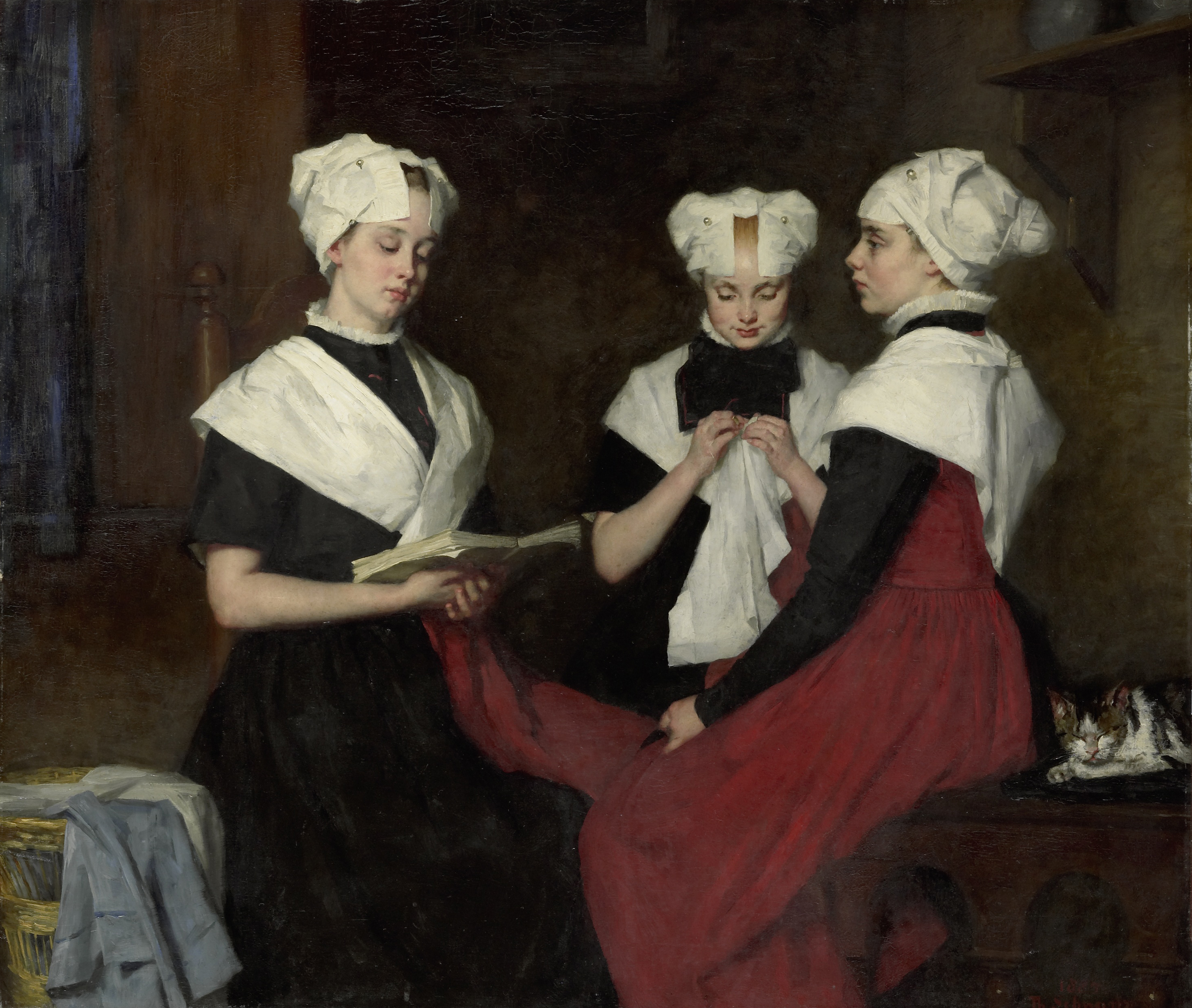
Thérèse Schwartze (1885): Drie meisjes uit het Amsterdamse Burgerweeshuis .
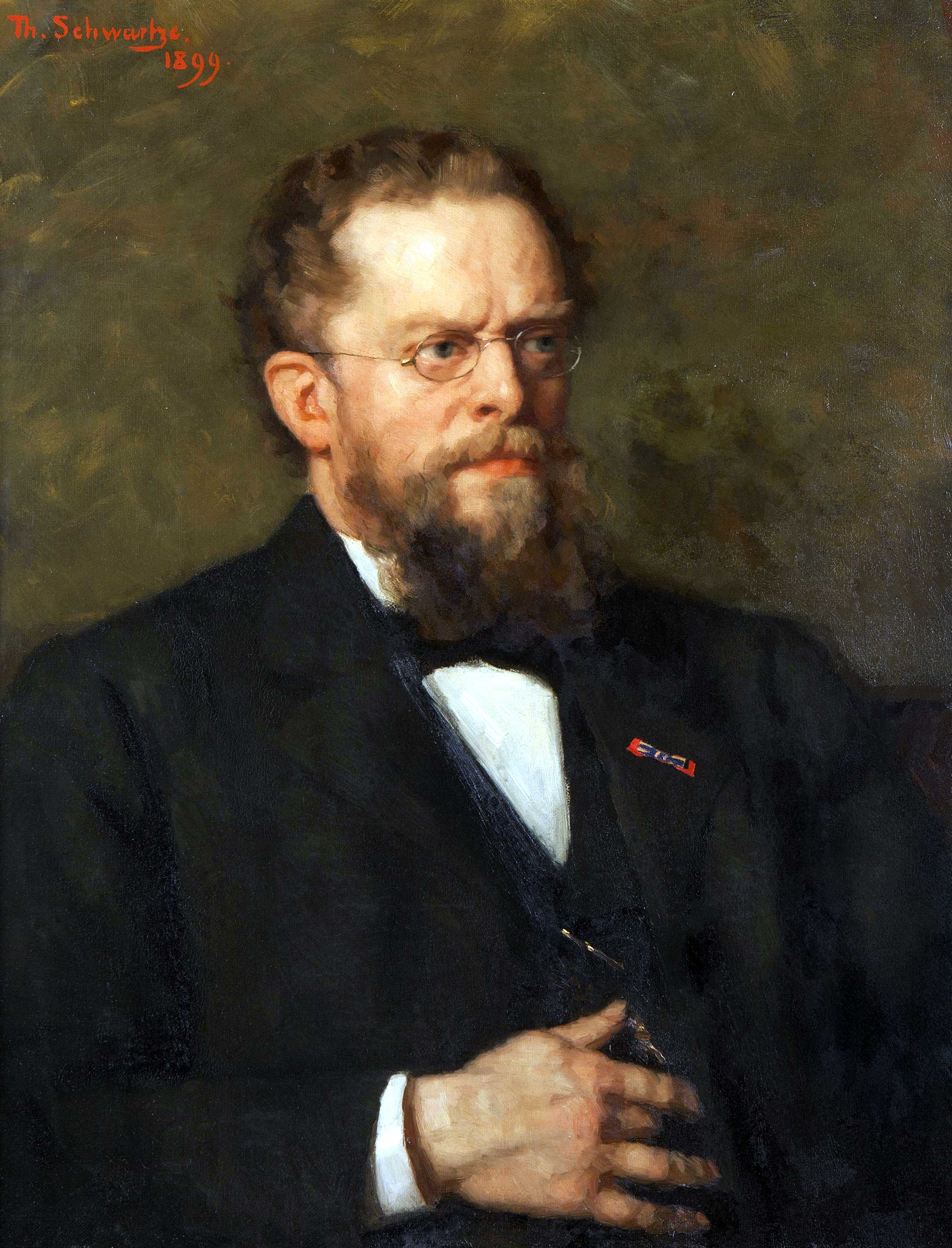
Thérèse Schwartze (1899): Prof. Franchimont .
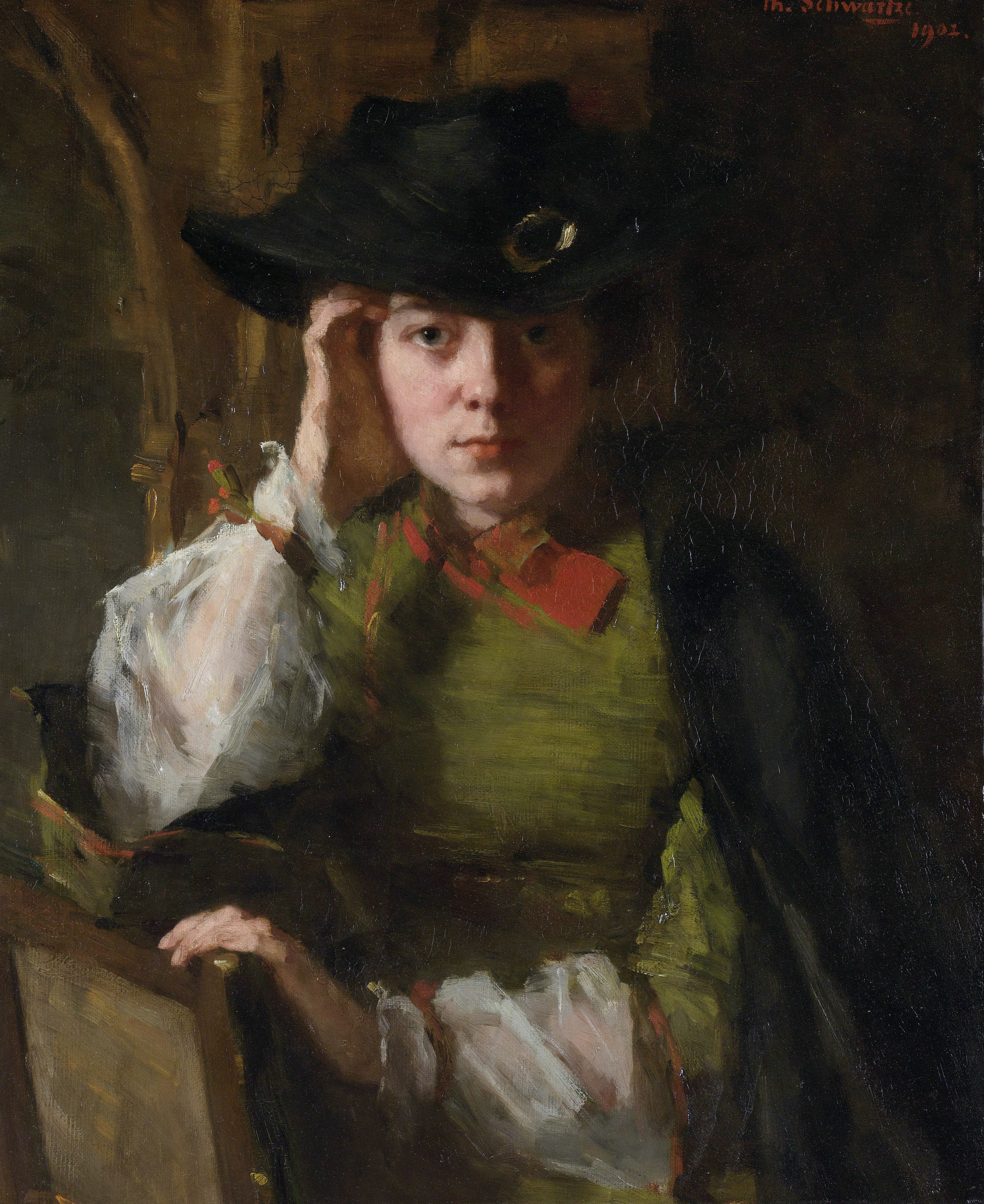
Thérèse Schwartze (1902): Retrato de Lizzy Ansingh .
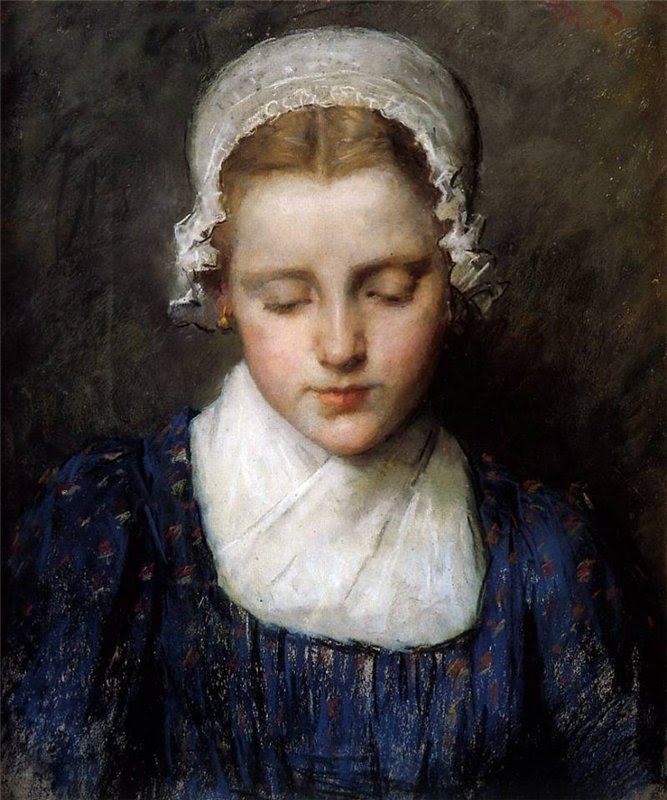
Thérèse Schwartze (1918): Retrato de una niña .
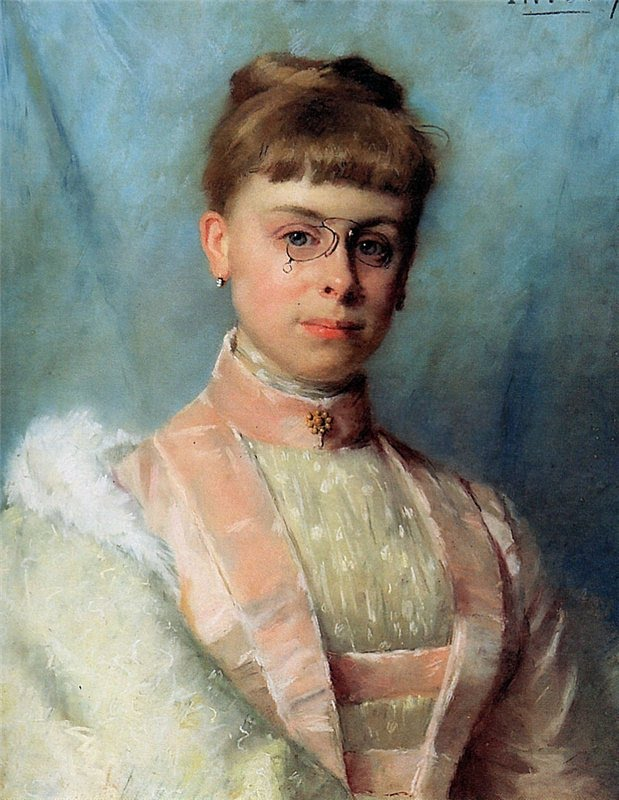
Thérèse Schwartze (1918): Retrato de Johanna Eugenia Theadora Van Hoorn Schouwe .